# Geschichte Schwedens

Kleines Wappen Schwedens

Die Geschichte Schwedens umfasst die Entwicklungen auf dem Gebiet des Königreiches Schweden von der Urgeschichte bis zur Gegenwart. Sie lässt sich bis 11.000 v. Chr. zurückführen, als das Gebiet des heutigen Schwedens nach der letzten Eiszeit erstmals von Menschen besiedelt wurde. Während der Völkerwanderungszeit und der sich anschließenden Vendelzeit (550–800) wurden die Menschen in dem Raum sesshaft. Im Zuge der Wikingerzeit von 800 bis 1050 gingen von den Bewohnern Schwedens viele Raubzüge und Handelsexpeditionen nach Osten aus. Die Waräger (schwedische Wikinger) fuhren bis weit in das heutige Russland hinein, wo sie Handelsstationen und kurzlebige Reiche gründeten, und weiter bis zum Schwarzen und zum Kaspischen Meer, wo sie Handelsverbindungen mit Orten im Byzantinischen Reich und in der arabischen Welt errichteten.
Ab dem 11. Jahrhundert wurde Schweden christianisiert, wobei sich das Heidentum mit der alten nordischen Götterlehre bis weit in das 12. Jahrhundert hielt. Im Jahr 1164 erhielt Schweden einen eigenen Erzbischof. Die Expansion nach Osten während des 12. und 13. Jahrhunderts führte dazu, dass Finnland nach mehreren Kreuzzügen dem schwedischen Reich zufiel.
Die selbständigen schwedischen Regionen gingen um das Jahr 1000 in einem neuen Reich auf, dessen Schwerpunkt in Västergötland und Östergötland lag. Ab der Mitte des 12. Jahrhunderts tobte der Kampf um die weltliche Macht in diesem Reich zwischen den Geschlechtern der Sverkers und der Eriks, die zwischen 1130 und 1250 abwechselnd die Königsmacht innehatten. Erst in der zweiten Hälfte des 13. Jahrhunderts gewann der König verstärkten Einfluss und konnte mit dem Bau königlicher Burgen und der Einführung einer Provinzialverwaltung die Interessen der Zentralmacht durchsetzen und für das ganze Reich Gesetze verordnen.
Unter der Führung von Königin Margarethe I. wurde im Jahr 1397 mit der Kalmarer Union ein Bund geschlossen, in dem die skandinavischen Länder denselben König anerkannten. Dieser Zusammenschluss dreier Reiche unter dänischen Unionskönigen blieb bis 1523 bestehen. Ein Aufstand unter der Führung des späteren Königs Gustav Wasa führte zum Ende der Kalmarer Union 1523.
Außenpolitisch hatte Schweden seit dem Bruch der Union mit Dänemark und Norwegen darauf hingearbeitet, die Vorherrschaft im Ostseeraum zu erlangen. Daraus ergaben sich ab den 1560er Jahren wiederholt Kriege mit Dänemark, Polen-Litauen und dem Zarentum Russland. Nachdem Schweden 1630 mit großem Erfolg auf Seiten der Protestanten in den Dreißigjährigen Krieg eingegriffen hatte und Gustav II. Adolf einer der führenden Monarchen in Europa geworden war, wurde Dänemark in zwei Kriegen 1643–1645 und 1657–1658 besiegt, wodurch Skåne, Halland, Blekinge und die Insel Gotland, die früher zu Dänemark gehört hatten, an Schweden fielen. Außerdem erhielt es Bohuslän, Jämtland und Härjedalen von Norwegen.
Da Schweden auch Finnland sowie eine Reihe von Provinzen im Baltikum und in Norddeutschland umfasste, war es damit nach dem Westfälischen Frieden (1648) und dem Frieden von Roskilde (1658 mit Dänemark) zur führenden Großmacht im nördlichen Europa geworden. Schweden fehlte es allerdings an der Wirtschaftskraft, um seine Stellung als Großmacht auf Dauer behaupten zu können, da es mit Ausnahme einiger weniger Eisenhütten und der Kupfergrube in Falun ein reines Agrarland mit ausgeprägter Naturalwirtschaft war. Nach den Niederlagen im Großen Nordischen Krieg (1700–1721) gegen Russland, Dänemark, Sachsen-Polen und Preußen verlor Schweden den größten Teil seiner Provinzen jenseits der Ostsee und wurde weitgehend auf die Gebiete des heutigen Schweden und Finnland reduziert. Der Großmachtphase schloss sich nach 1721 die so genannte Freiheitszeit an, die außenpolitisch von mehreren verlustreichen Kriegen gegen Russland begleitet wurde, in deren Folge Schweden außenpolitisch weiter an Einfluss verlor.
Während der Napoleonischen Kriege gingen schließlich Finnland (an Russland) sowie die letzten Besitzungen in Norddeutschland (Vorpommern mit Rügen) verloren. Als Ersatz für diese Verluste gelang es dem 1810 gewählten Thronfolger und späteren König Karl XIV. Johann, Norwegen zu erwerben, das 1814 zu einer Union mit Schweden gezwungen wurde. Trotz vieler innerer Konflikte hielt diese Union bis ins Jahr 1905, als sie wieder aufgelöst wurde.
Seit einer kurzen militärischen Auseinandersetzung mit Norwegen im Zusammenhang mit der Entstehung der Union 1814 hat Schweden an keinem Krieg mehr teilgenommen und vom Ersten Weltkrieg bis zum russischen Angriffskrieg gegen die Ukraine 2022 die außenpolitische Linie verfolgt, im Frieden allianzfrei und im Krieg neutral zu bleiben, wobei es seine Sicherheit auf eine starke Gesamtverteidigung außerhalb der Bündnisse gründete. Gleichzeitig schloss sich Schweden 1920 dem Völkerbund und 1946 den Vereinten Nationen (UN) an und hat sich unter dem Dach dieser Organisationen an verschiedenen internationalen Aktionen zur Friedenssicherung beteiligt.

## Vorgeschichte

Dichte archäologischer Fundplätze in Schweden

Verbreitung der neolithischen Landwirtschaft

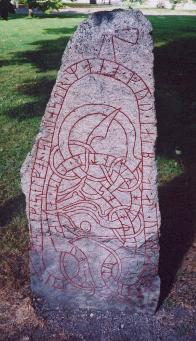
Runenstein in Uppsala

Gegen Ende der letzten Eiszeit (um 12.000 v. Chr.) begannen die ersten Menschen über eine Landbrücke zwischen dem heutigen Dänemark und Schonen in die Küstengebiete Südschwedens einzuwandern. Die ältesten Funde sind etwa 13.000 Jahre alt und wurden in Schonen entdeckt. Die nomadisierenden Jäger, Fischer und Sammler zogen aus Mitteleuropa nach Norden und als die Landbrücke um 5000 v. Chr. verschwand, waren Mittelschweden und die Küsten Nordschwedens besiedelt. Etwa aus der gleichen Zeit datieren die ersten Funde im Inland des hohen Nordens (Fundorte: Arjeplog, Stora Sjöfallet, Vuollerim), die von Menschengruppen stammen, die vermutlich bereits zwei bis fünftausend Jahre früher aus dem eisfreien Nordosteuropa eingewandert waren und einen Teil der sogenannte Komsa-Kultur bildeten. Einige Archäologen sehen darin die Vorfahren der heutigen Samen. Sie entwickelten sich dort viele Jahrtausende lang isoliert weiter, bevor sie von einer neuen Einwanderungswelle aus der Uralregion (Suomusjärvi-Kultur) gewisse genetische Dispositionen und ihre finno-ugrischen Sprachen erbten.
Um ungefähr 4000 v. Chr. hielt die Landwirtschaft ihren Einzug in Schweden und es entstanden feste Siedlungen. Aufgrund der Formen der Grabstätten und Grabbeigaben kann man in den folgenden Jahrtausenden zwischen unterschiedlichen Kulturen unterscheiden. Bekannte Beispiele sind die Megalithanlagen von Hagestad oder das Grab von Kivik mit seinen Felszeichnungen. (siehe auch: Spätneolithische Bestattungen in Schweden) Erkenntnisse brachten auch keramische Funde der älteren Eisenzeit in Schweden.
Die schwedischen Illustratoren Anders Lindgren, C. G. G. Hilfeling (1740–1823) und Nils Mansson Mandelgren (1813–1899) leisteten wichtige Arbeit bei der Dokumentation archäologischer Objekte, von denen einige inzwischen abgetragen sind.

## Altertum
Erstmals schriftlich erwähnt wurde Skandinavien in der naturalis historia Plinius’ des Älteren aus den Jahren vor 77 n. Chr. und der Germania des Tacitus, der als Erster das Volk der Suionen erwähnte.

„Suionum hinc civitates ipso in Oceano praeter viros armaque classibus valent.“

„Die Stämme der Suionen darauf, direkt am Ozean, sind außer durch Männer und Waffen durch ihre Flotten mächtig.“

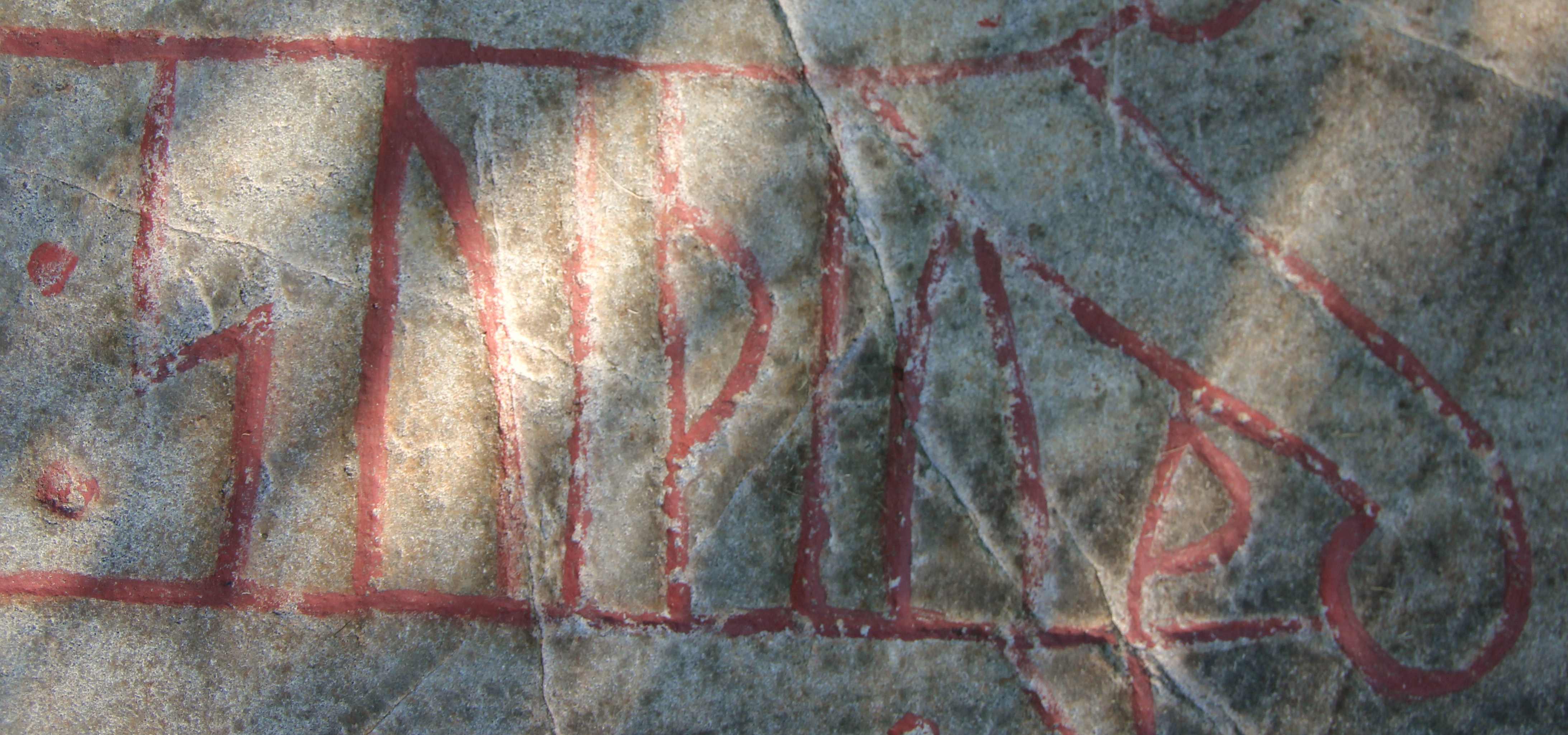
Der Name Svitjod auf dem Runenstein von Aspa Löt

Er erwähnt, dass es bei den Suionen bereits einen König gegeben habe: 

„Est apud illos et opibus honos, eoque unus imperitat, nullis iam exceptionibus, non precario iure parendi.“

„Bei ihnen steht auch der Reichtum in Ansehen, und darum hat einer die Herrschaft, nun schon ohne Ausnahmen, in unwiderruflicher Gehorsamspflicht.“

Man hat bereits früh die unter diesem König zusammengefassten Kleinstämme als die später im Upplandslag genannten Uppländer identifiziert, die von Snorri Sviþjóð genannt werden und eine Kerngruppe des schwedischen Volkes darstellen würden.
Die Namen der drei Teilstämme („Folklande“) sind nicht überliefert. Sie wurden im Spätmittelalter nach der Zahl der ihnen zugehörigen Hundertschaften („hundare“) benannt: Tiundaland, Attundaland und Fjärundaland, dazu der Küstenraum Roden. Diese Folklande besaßen je ein regionales Thing.
Das Zentrum der drei Folklande lag bei Alt-Uppsala, wo sich das zentrale Heiligtum befand, in dem nach Adam von Bremen drei Götter, Odin, Freyr und Thor verehrt wurden. In der frühen Vorzeit – so wird gemäß mythologischen Berichten angenommen – könnten hier ausschließlich die für Fruchtbarkeit zuständigen Vanen verehrt worden sein. Später wären die Asen an ihre Stelle getreten. Dies findet dadurch eine Grundlage in der geschichtlichen Überlieferung, dass in der Ynglingatal berichtet wird, der König Domaldi sei wegen andauernder Missernten der Göttin Ceres geopfert worden. Auch wurden Markt und Thing in Alt-Uppsala als Disthing (dísa-þing, Thing der Disen) bezeichnet.
Die weitere Entwicklung liegt im Dunkeln. Die Auswertung der Texte und archäologischen Funde hat keinen Aufschluss darüber erbringen können, wann und auf welche Weise die Götalande, Småland, Värmland usw. in dieses Reich einverleibt wurden. Burgenbauten in Zentralschweden, in den beiden Götalanden, auf Öland und Gotland aus der Zeit zwischen 400 und 800 deuten auf kriegerische Verwicklungen hin. Die Meinungsverschiedenheiten in der Forschung hängen damit zusammen, dass dem Beowulflied und der Ynglingatal in Bezug auf einen historischen Kern ein unterschiedlicher Wert beigemessen wird. Erst bei Olof Skötkonung ist man sich einig, dass er über das gesamte Gebiet geherrscht habe.
Den archäologischen Funden nach zu urteilen, fand zwischen Christi Geburt und dem Beginn des fünften Jahrhunderts ein lebhafter Handel mit dem Römischen Reich statt. Römische Importprodukte kamen bis in den hohen Norden, aus dem nordischen Raum kamen unter anderem Pelzwerk und öländische Pferde. Skandinavien wurde auch zum ersten Mal in römischen Schriften erwähnt. Von Tacitus stammt der erste bekannte Hinweis auf die Vorfahren der Samen, die er „Fenni“ nannte und die später mehrfach als „Skrithfinoi“ in den Schriften zu finden sind. Die Silbe „Skrith-“ bezog sich auf die Ski, die von den Samen erfunden wurden.
Auf der Weltkarte des Ptolemäus um 150 ist Skandinavien erstmals kartografisch erfasst (siehe Scandza). Im Gegensatz zu der vorangehenden kollektiven Gesellschaftsform kam es nun auch zu einer stärkeren sozialen Schichtung, wie vor allem prächtig ausgestattete Kammergräber zeigen. Gegen Ende dieses Zeitraums wurde auch die Runenschrift eingeführt.

## Vendelzeit (550–800)
Zwischen 400 und 800 setzte sich die Machtkonzentration auf einige Zentren fort. Hügelgräber weisen darauf hin, dass es lokale Häuptlinge bzw. Stammesfürsten gab. Zahlreiche Fluchtburgen zeugen vielleicht von den unsicheren Zeiten. Handelsplätze wie Helgo und später Birka lassen auf umfangreiche internationale Kontakte schließen.

## Wikingerzeit (800–1050)

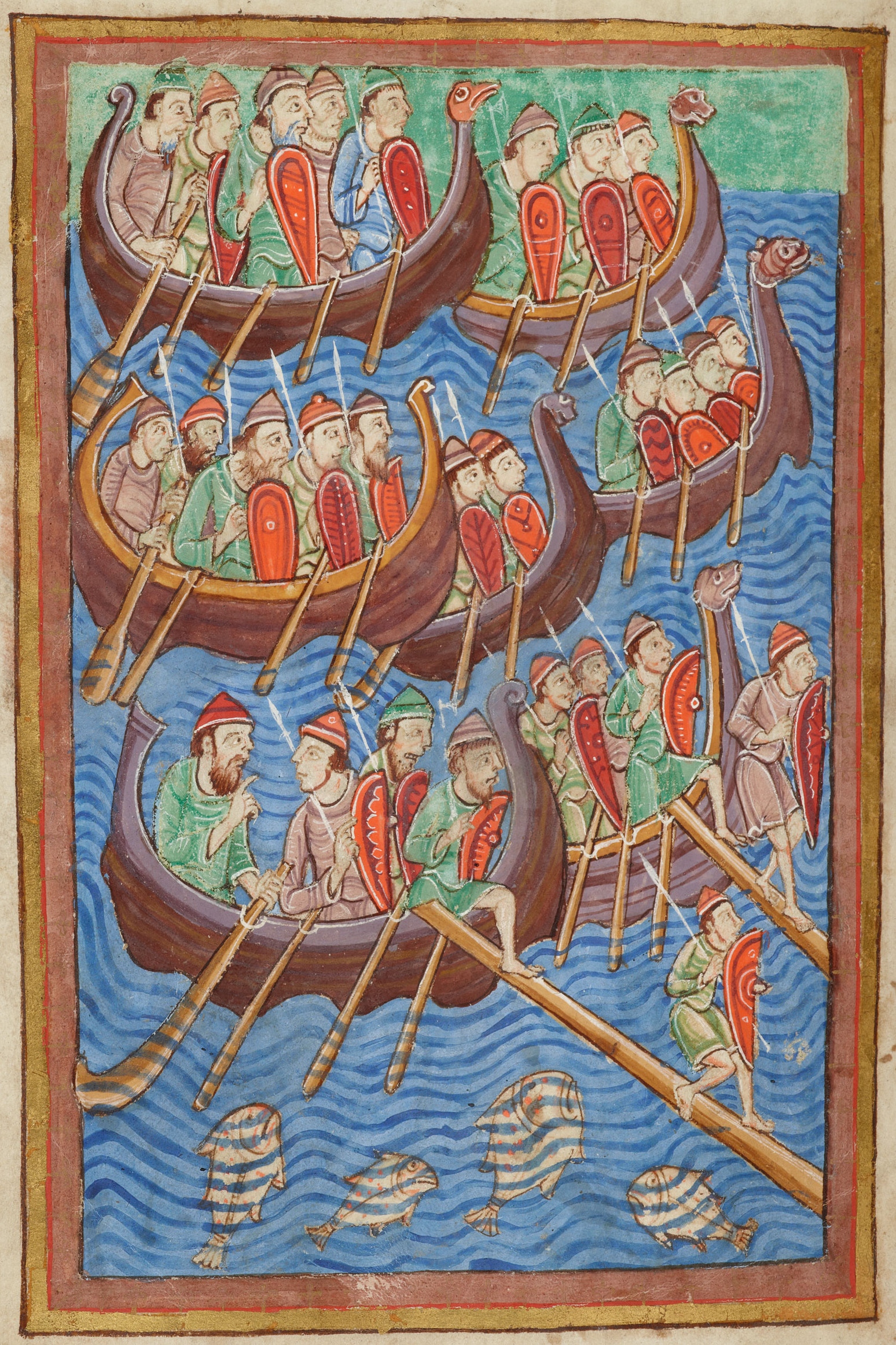
Zeitgenössische Darstellung dänischer Wikinger

Um das Jahr 800 begannen die langen Wikingerfahrten, kombinierte Kriegs- und Handelszüge. Die Wikingerzüge aus dem dänischen und norwegischen Raum sowie Skåne und Bohuslän gingen nach Westen. Wikingerzüge der mittelschwedischen Bevölkerung (Väster- und Östergötland sowie Svealand) und Gotland richteten sich schon lange zuvor nach Osten. Auf dem Weg von den Warägern zu den Griechen über die großen russischen Flüsse erreichten sie Konstantinopel (Miklagård) und das Seidenland am Kaspischen Meer (Särkland). Dies waren meist Raubhandelszüge, doch weisen historische und archäologische Quellen auf eine starke politische Betätigung der Rus (auch Waräger genannt) an der Entstehung des Fürstentums Nowgorod und der Kiewer Rus hin, deren Fürsten skandinavischen Ursprungs waren. Auf die Schwedenzüge folgte in vielen Gebieten eine umfassende Kolonisation. Großfürst Jaroslav († 1054) holte sich als letzter Warägerfürst noch militärische Unterstützung aus Schweden. Jaroslav war mit Ingigerd, der Tochter Olof Skötkonungs, verheiratet. Für die Mitte des 11. Jahrhunderts bezeugen die Runensteine Raubzüge auf beide Seiten des finnischen Meerbusens.
Die weiten Handelszüge der Skandinavier führten zu einem markanten wirtschaftlichen Aufschwung, was sich in der Gründung von Handelsstädten niederschlug. Birka entstand nach 700, Sigtuna und Lund um 1000. Der internationale Handel mit Luxuswaren wie Silber und Seide aus dem Osten, Waffen und Gläsern aus dem Westen, Pelzen aus dem Norden sowie der Sklavenhandel bildeten die wirtschaftliche Grundlage dieser Städte.
Im 10. Jahrhundert wurde auch die Grundlage für die späteren skandinavischen Reiche gelegt. Erik Sägersäll war der erste christliche König, doch kehrte er zum Heidentum zurück. Sein Sohn Olof Skötkonung blieb dann beim christlichen Glauben. Seine Taufe wird in den Quellen dem englischen Missionsbischof Siegfried aus York zugeschrieben und für das Jahr 1008 angesetzt. Dies führte zu einer anhaltenden Spannung zwischen den schon christianisierten Götar und den heidnisch gebliebenen Svear. Sein Sohn Anund Jakob gab seinem Schwager Olav dem Heiligen 400 Soldaten zur Rückeroberung seines Reiches mit. Er konnte das Heiligtum in Uppsala nicht zerstören, vielmehr nötigten ihn die Heiden, auf jegliche Bekehrungsarbeit zu verzichten und sich im christlichen Västergötland niederzulassen, wo er in Skara einen Bischofssitz errichtete. Noch zu Zeiten des Saxo Grammaticus gab es noch keine feste Diözesaneinteilung. Als 1123 zwischen dem Erzbischof von Hamburg und dem Papst Verhandlungen über den Status Skandinaviens begannen, war Uppsala noch in heidnischer Hand. König Erik Årsäll (1087–1088) war der letzte schwedische König, der in Uppsala opferte. Erster Bischof in Uppsala war Siward. Er musste 1133 aus Schweden in das Kloster Rastede bei Oldenburg fliehen. 1153 begannen die Verhandlungen für ein eigenes Erzbistum für Schweden.
Zu Beginn des 11. Jahrhunderts war das Königreich ein loser Verbund selbständiger Landschaften (Väster- und Östergötland, Svealand und die „kleinen Länder“, Småland, im Süden) mit eigenem Thing und eigenen Gesetzen und Richtern, zusammengehalten durch die Person des Königs, der nach seiner Wahl von Thing zu Thing reisen musste, um sich bestätigen zu lassen. Die königliche Macht war ziemlich gering.
In diese Zeit fällt die Christianisierung Schwedens. Der erste Kontakt mit dem Christentum entstand durch die Missionstätigkeit des heiligen Ansgar, des Erzbischofs von Hamburg-Bremen. Er unternahm um 830 und 853 zwei erfolglose Missionsreisen nach Schweden. Im Jahr 1008 jedoch ließ sich König Olof Skötkonung taufen. Dennoch waren bis ins 12. Jahrhundert große Teile der Bevölkerung heidnisch.

## Hochmittelalter (1050–1389)
Die eigentliche Reichsgründung geschah im Hochmittelalter zwischen 1000 und 1300 und ging einher mit der Christianisierung Schwedens. Mit dem Erfolg der christlichen Missionstätigkeit in Götaland entstand nach 1000 auch die christliche Königswürde mit dem Anspruch auf Anerkennung sowohl in Göta- wie auch in Svealand. Sie war jedoch anfangs umstritten, instabil und meist nur von regionaler Bedeutung. Darüber hinaus war es ein Wahlkönigtum, was oft zu Kämpfen um die Thronfolge führte. So kämpften zwischen 1130 und 1250 die Geschlechter Sverkers und Eriks um die Königsmacht. Die wichtigste Machtposition nach dem König hatte im 12. und 13. Jahrhundert der Jarl inne. Der letzte und einer der mächtigsten Jarle in Schweden war Birger Jarl, dessen Sohn Waldemar 1250 zum König gewählt wurde. Dieser wurde jedoch von seinem Bruder Magnus Ladulås durch einen Staatsstreich abgesetzt. Unter Birger Jarl und den nachfolgenden Folkungern kam es zu umfassenden politischen und sozialen Reformen. Es gelang ihnen, eine Zentralmacht aufzubauen und die Gesellschaft nach dem Vorbild der feudalen europäischen Staaten zu organisieren. 1350 wurden schließlich die alten Landesgesetze durch ein im ganzen Reich geltendes Gesetz ersetzt.

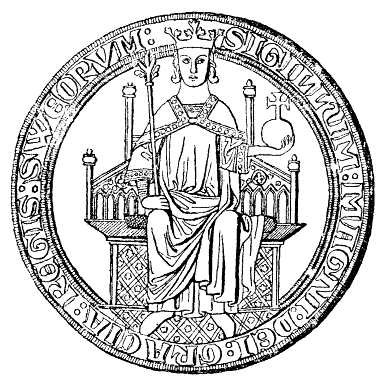
Siegel des Königs Magnus Ladulås

Zeitgleich zum Ausbau der Königsmacht schritt der Aufbau der kirchlichen Organisation voran. Kirche und Königtum waren aufeinander angewiesen. Im 11. und 12. Jahrhundert wurden Bistümer mit Sitz in Skara, Linköping, Sigtuna und anderen Orten gegründet. Sitz des Erzbischofs von ganz Skandinavien war seit 1104 Lund im damaligen Dänemark. 1164 wurde Schweden ein unabhängiges Erzbistum mit Sitz in Uppsala. Auf dem Kirchentreffen von Skänninge 1248 erhielt die Kirche ihre eigene kanonische Kirchenordnung, die ihre Unabhängigkeit von der weltlichen Macht vergrößerte. Die Festigung der Position der Kirche hatte weitreichende kulturelle und gesellschaftliche Folgen, wie beispielsweise die Abschaffung der weitverbreiteten Sklaverei 1335.
Neben dem geistlichen Stand entstand auch ein Reichsadel aus den Gefolgsleuten des Königs und der Stammesfürsten, dem 1280 in den Satzungen von Alsnö Steuerfreiheit bewilligt wurde. Vertreter des Reichsadels und der Kirche (Bischöfe) bildeten den Reichsrat, ein Gegengewicht zur Königsmacht. Machtbasis des Reichsadels waren die – im Gegensatz zu vielen europäischen Ländern nicht erblichen – Lehen, deren Burgen Zentren der Verwaltung waren.
Im 12. und 13. Jahrhundert wurde auch die Expansionspolitik nach Osten hin aufgenommen, mit dem Ziel, sich Finnland einzuverleiben. Dies geschah in Form von mehreren Kreuzzügen. Im Jahre 1288 wurde Gotland durch einen Vertrag an Schweden gebunden.
Der Beginn des 14. Jahrhunderts war durch Thronkämpfe innerhalb der Königsdynastie der Folkunger geprägt. Dies führte zu einer Stärkung des Hochadels und in weiterer Folge zu Konflikten zwischen König und Reichsrat beziehungsweise der Ratsaristokratie. König Birger Magnusson wurde 1317 vertrieben und sein Nachfolger Magnus Eriksson wurde 1363 abgesetzt. Auch der 1364 gewählte Albrecht von Mecklenburg wurde 1389 gestürzt, nachdem er versucht hatte, die Königsmacht zu stärken.
Im Laufe des Hochmittelalters begannen die damaligen nordeuropäischen Staaten Dänemark-Norwegen, Schweden-Finnland und Russland mit der Steuererhebung bei den Samen im hohen Norden, die in Form von Naturalien entrichtet werden mussten. Für Schweden übernahmen dies bis ins 16. Jahrhundert treuhänderisch arbeitende nordfinnische Händler – die so genannten „Birkarle“ (der Name leitet sich von bjór „Biber“ ab). Sie teilten das Samenland in Handelsdistrikte ein, die „Lappmarken“ genannt wurden und die viele Jahrhunderte Gültigkeit besaßen. Territoriale Ansprüche seitens der Krone wurden in dieser Zeit noch nicht gestellt und schwedischstämmige Siedler gab es nur vereinzelte an den großen nordischen Lachsflüssen.

## Kalmarer Union (1389–1523)
1388 wurde die dänische Königin Margarethe I. von einer aufständischen Adelsfraktion als schwedische Herrscherin anerkannt. Nach dem Sieg über Albrecht im Jahr danach wurden Dänemark, Norwegen und Schweden unter einem Regenten vereinigt. 1397 wurde Margarethes Neffe Erich von Pommern zum König der drei Reiche gekrönt und die Kalmarer Union errichtet. Sie bestand bis 1523, auch wenn sie selten funktionierte.
Margarethes und Erichs Politik zielte auf die Begrenzung und Zurückdrängung der Adelsmacht. Der Reichsrat wurde entmachtet und eine zentralisierte, von Dänemark ausgehende Verwaltung mit hauptsächlich dänischen und deutschen Vögten aufgebaut. Dies führte – unterstützt von den Bauern, denen neue umfassende Steuern auferlegt worden waren – zum Engelbrekt-Aufstand 1434–36, der mit der Absetzung und Vertreibung des Königs endete.

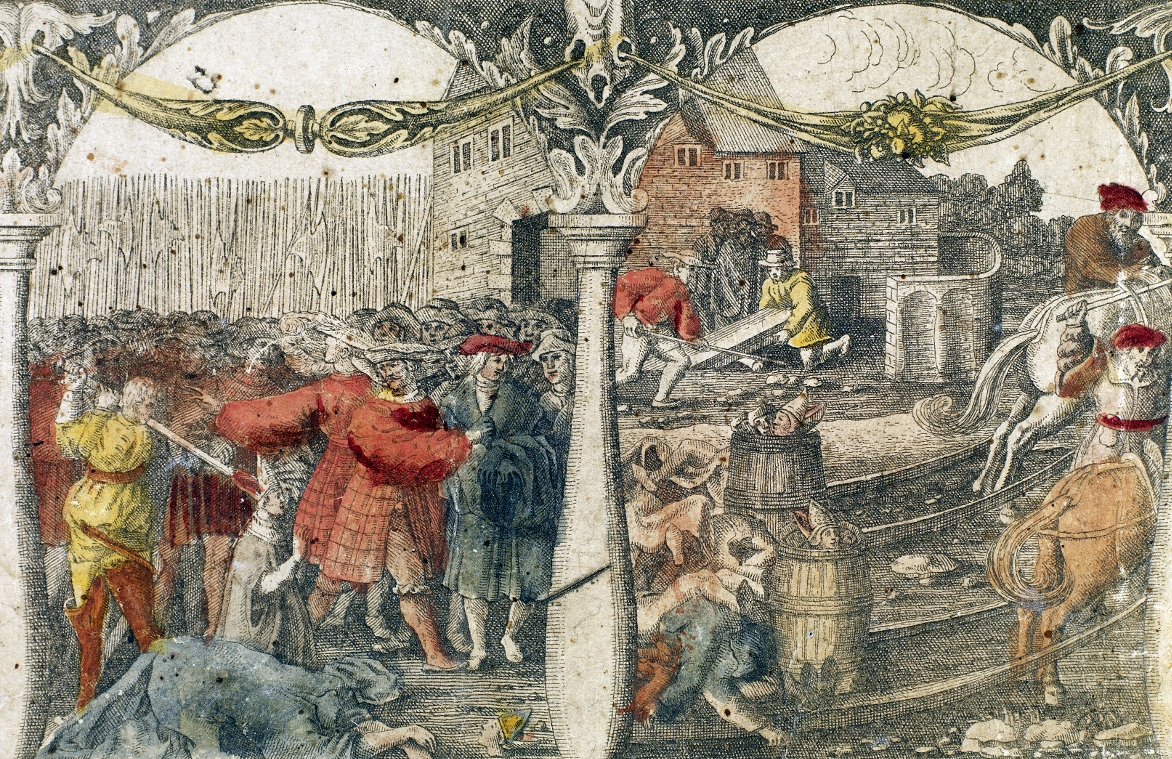
Stockholmer Blutbad

Die folgenden Jahrzehnte waren chaotisch und geprägt von inneren Kämpfen und häufigen Regierungswechseln. Die politische Macht lag bei der Ratsaristokratie, die aber zutiefst zwischen Befürwortern und Gegnern der Kalmarer Union gespalten war. Zu gewissen Zeiten waren die Unionskönige auch in Schweden anerkannt. Dazwischen regierten der schwedische König Karl Knutsson (1448–57, 1464–65 und 1467–70) beziehungsweise schwedische Reichsverweser. Nach Karls Tod scheiterte der Versuch des dänischen Unionskönigs, Schweden zurückzuerobern 1471 in der Schlacht am Brunkeberg.
In diesen Auseinandersetzungen entstand ein starkes schwedisches Nationalgefühl, das sich auch im Geistesleben bemerkbar machte. So wurde 1477 die erste schwedische Universität in Uppsala gegründet, 1483 durch den Lübecker Drucker Johann Snell der Buchdruck eingeführt und gegen Ende des 15. Jahrhunderts erschienen die ersten gedruckten Bücher in schwedischer Sprache.
Der Konflikt mit den Unionskönigen und der inneren Opposition kulminierte unter dem Reichsverweser Sten Sture dem Jüngeren, der zwischen 1512 und 1520 regierte. Christian II. besiegte seine schwedischen Widersacher 1520 und ließ im November desselben Jahres etwa hundert Oppositionelle im sogenannten Stockholmer Blutbad hinrichten. Dies führte zum Aufruhr des Gustav Wasa, der 1521 zum Reichsverweser ernannt wurde, und dem endgültigen Zusammenbruch der Kalmarer Union.

## Die Wasa-Zeit (1523–1611)

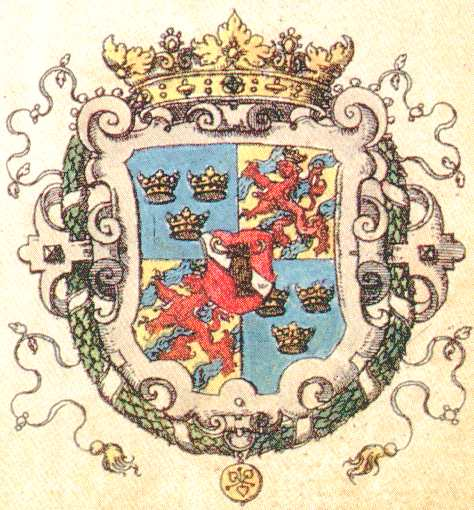
Schwedisches Wappen um 1600 (Siebmacher 1605)

Gustav Wasas Aufruhr wurde aktiv von Lübeck unterstützt und mit dessen Hilfe konnte er 1523 Stockholm einnehmen. Am 6. Juni des gleichen Jahres wurde er auf dem schwedischen Reichstag in Strängnäs zum König gewählt.
Der Erinnerung an dieses Ereignis und die damit erreichte Unabhängigkeit Schwedens ist der Schwedische Nationalfeiertag gewidmet.
Die eigentliche Krönung Gustav Wasas fand erst am 12. Januar 1528 im Dom zu Uppsala statt.
Die Beziehungen zu Dänemark entschärften sich in der Folge, da Christian II. dort ebenfalls abgesetzt wurde. Die Abhängigkeit von Lübeck konnte 1533 endgültig abgeschüttelt werden.
Innenpolitisch hatte Gustav Wasa das Ziel, die Zentralmacht zu stärken. Der erste entscheidende Schritt dazu war die Ratsversammlung in Västerås 1527, bei der die alte Ratsfront aufgelöst und die weltliche Macht der Bischöfe gebrochen wurde. Es wurden auch die ersten Schritte zur Reformation eingeleitet, die in den 1530er Jahren zur Trennung von der katholischen Kirche führten. Die Konfiszierung der kirchlichen Güter, die etwa ein Fünftel des gesamten Grundbesitzes ausmachten, führte zu einer entscheidenden Stärkung der königlichen Finanzen. Gleichzeitig wurde die Grundlage für eine zentrale Administration gelegt, die nach ausländischem Vorbild in den Jahren 1538–1542 modernisiert wurde, und ebenfalls das Steuerwesen wurde neu geordnet. Dies führte zu gewaltsamen Aufständen, die im Dacke-Aufstand von 1542 kulminierten. Weitere wichtige Schritte auf dem Weg zur Zentralisierung waren der Reichstag von Västerås 1544, bei dem das Wahlkönigtum durch das Erbkönigtum ersetzt wurde, und die Erneuerung der Landesverteidigung. Die zweite Hälfte des 16. Jahrhunderts war vom Kampf der Ostseeanrainer um die Herrschaft über das Baltikum geprägt. Dabei entwickelte sich eine außenpolitische Konstellation, die sich so bis ins 18. Jahrhundert hineinzog. Anlass war der Zusammenbruch des Deutschen Ordensstaates, der zu einem Wettrennen um die Herrschaft über dessen Gebiete führten und in mehreren Nordischen Kriegen mündeten. Dabei kam Schweden mit den Ländern Dänemark, dem Russischen Zartum und Polen-Litauen in Konflikt.
Nach dem Tode Gustav Wasas 1560 kam es zu Auseinandersetzungen zwischen seinen Söhnen. Zuerst wurde der älteste Sohn Erik XIV. König. Er griff in den Livländischen Krieg (1558–1583) ein, wodurch Schweden 1561 die Oberherrschaft über Tallinn und den nördlichen Teil Livlands, dem heutigen Estland erhielt, worauf der Kampf um die Ostseeherrschaft begann. Kurze Zeit später war Erik XIV. gezwungen im Nordischen Siebenjährigen Krieg (Dreikronenkrieg von 1563 bis 1570), Versuche Dänemarks abzuwehren, die Kalmarer Union in ihrer ursprünglichen Form wiederherzustellen. Der schnelle Fall der gut ausgerüsteten Festung Älvsborg, der Einmarsch eines größeren, kriegsgeübten Söldnerheeres, unfähige schwedische Heerführer und Auseinandersetzungen Eriks XIV. mit dem Bruder Johan um die Souveränität des Herzogtums Finnland erschwerten die schwedische Kriegführung. Die militärischen Misserfolge des noch ungefestigten jungen Nationalstaates vertieften die Krise des frühabsolutistischen Königreichs in Schweden. Erik XIV. wurde 1568 von seinen Brüdern Johan und Karl gestürzt und starb im Gefängnis, wahrscheinlich durch Giftmord. Im Januar 1569 wurde sein Bruder als Johan III. zum König ausgerufen. Das Land benötigte nun dringend eine Atempause im Krieg um die Ostseeherrschaft, da beide Kriegsparteien ausgeblutet und wirtschaftlich geschwächt waren. Der Frieden von Stettin am 13. Oktober 1570 beendete das siebenjährige Ringen ohne entscheidende Vorteile für eine der kämpfenden Seiten. Schweden verzichtete auf die südlichen Landschaften, Dänemark verzichtete auf sämtliche Herrschaftsansprüche auf Schweden. Gleichzeitig musste Schweden große Geldsummen aufbringen um dänisch besetzte Gebiete auszulösen. Durch die Machtübernahme Johans III. ein Jahr zuvor trat eine grundsätzliche außenpolitische Umorientierung ein. Der gestürzte König Erik IV. hatte die Neutralität Zar Ivans IV. mit zahlreichen Zugeständnissen im Baltikum erkauft. Er ging ein Bündnis mit dem bisherigen Feind Polen ein. Folgerichtig musste Russland zum neuen direkten Gegner werden. Ein Krieg wurde von beiden Herrschern gewünscht, wodurch noch über Generationen das Verhältnis zwischen Schweden und Russen belastet wurde. In einem gegenseitigen Briefwechsel beschimpften sich beide Herrscher auf unterstem Niveau. So schrieb z. B. Johan III. zu Ivan IV. nachdem dieser ihm eine niedere Herkunft zugeschrieben hatte: „Wenn wir nicht gehört hätten, dass dein Vater Großfürst in Russland war, hätten wir wohl Ursache anzunehmen, dass irgend ein Mönch oder Bauernkerl dein Vater gewesen sei“. Zudem schrieb er Iwan IV. einen „höheren Schweineverstand“ zu und bezeichnete ihn als „stinkenden Lügner“.
An dem Nordischen Krieg setzte sich ein 25-jähriger Krieg mit dem russischen Zartum (1570–1595) um karelische, novgorodische und livländische Territorien an. Die versprochene polnische Hilfe blieb nach dem Tod Sigismund August 1572 aus. Zar Ivan IV. eroberte nahezu jede Burg und jedes Schloss Johans III. und verheerte auch Livland. Schließlich vereinigten sich die schwedischen und polnischen Heere. Der schwedische Feldherr Pontus de la Gardie stürmte 1581 Narva und weitere russische Festungen, gewann Estland zurück und eroberte Ingermanland. Dann schlossen Polen-Litauen und Russland Frieden, da die polnischen Alliierten den schwedischen Machtzuwachs fürchteten. Allein konnten und wollten die Schweden den Krieg nicht weiterführen. 1583 schlossen die erschöpften Gegner einen Waffenstillstand der 1595 in den Frieden von Teusina mündete. Der Krieg brachte Schweden die Herrschaft über die Stadt Narva und das gesamte Küstengebiet des Finnischen Meerbusens ein.
Johan III. verstarb 1592. Sein Sohn Sigismund wurde 1592 schwedischer König. Er war schon, ab 1587, König von Polen. Dies war erklärtes Ziel seines Vaters, der eine schwedisch-polnische Union anstrebte und aus diesem Grund Sigismund katholisch erziehen ließ. Da Sigismund aber Katholik war und man fürchtete, dass er die Gegenreformation unterstützen werde, wurde auf der Synode von Uppsala 1593 vom Reichsrat und der Pfarrerschaft das Luthertum zur allein in Schweden zugelassenen Religion erklärt. Im Jahr danach leitete Herzog Karl, Sigismunds Onkel, den Machtkampf ein, der 1599 zur Absetzung Sigismunds und zur Krönung Karls 1604 führte. Dies war der Beginn von bitteren Auseinandersetzungen zwischen Schweden und Polen.
Weitere Konflikte mit Moskau und Polen um russische Territorien an der Ostsee während der Zeit der Wirren führten zu neuen schwedischen Eroberungen und 1613 fast zur Thronbesteigung von Karls IX. Sohn Karl Filip von Schweden als Zar von Russland und damit zu einem möglichen schwedisch-russischen Großreich. Letztlich konnte Russland mit der Durchsetzung der Romanov-Dynastie und dem Frieden von Stolbowo seine Unabhängigkeit wahren. Während Schweden damit beschäftigt war, Karl Filip auf den moskauischen Thron zu setzen, nutzte Dänemark die Gelegenheit, Schweden in einen Zweifrontenkrieg zu verwickeln. Der Kalmarkrieg endete mit dem für Schweden nachteiligen Frieden von Knäred 1613 und verpflichtete das Land zu hohen Kriegsreparationen und Einschränkungen im Eismeer- und Ostseehandel. Im Ergebnis lässt sich aber festhalten, dass sich Schweden in der zweiten Hälfte des 16. Jahrhunderts von einer auf die innenpolitisch-dynastischen Probleme konzentrierten Monarchie zu einer außenpolitisch expansiven Ostseemacht entwickelte. Diese Entwicklung setzte sich im 17. Jahrhundert fort.

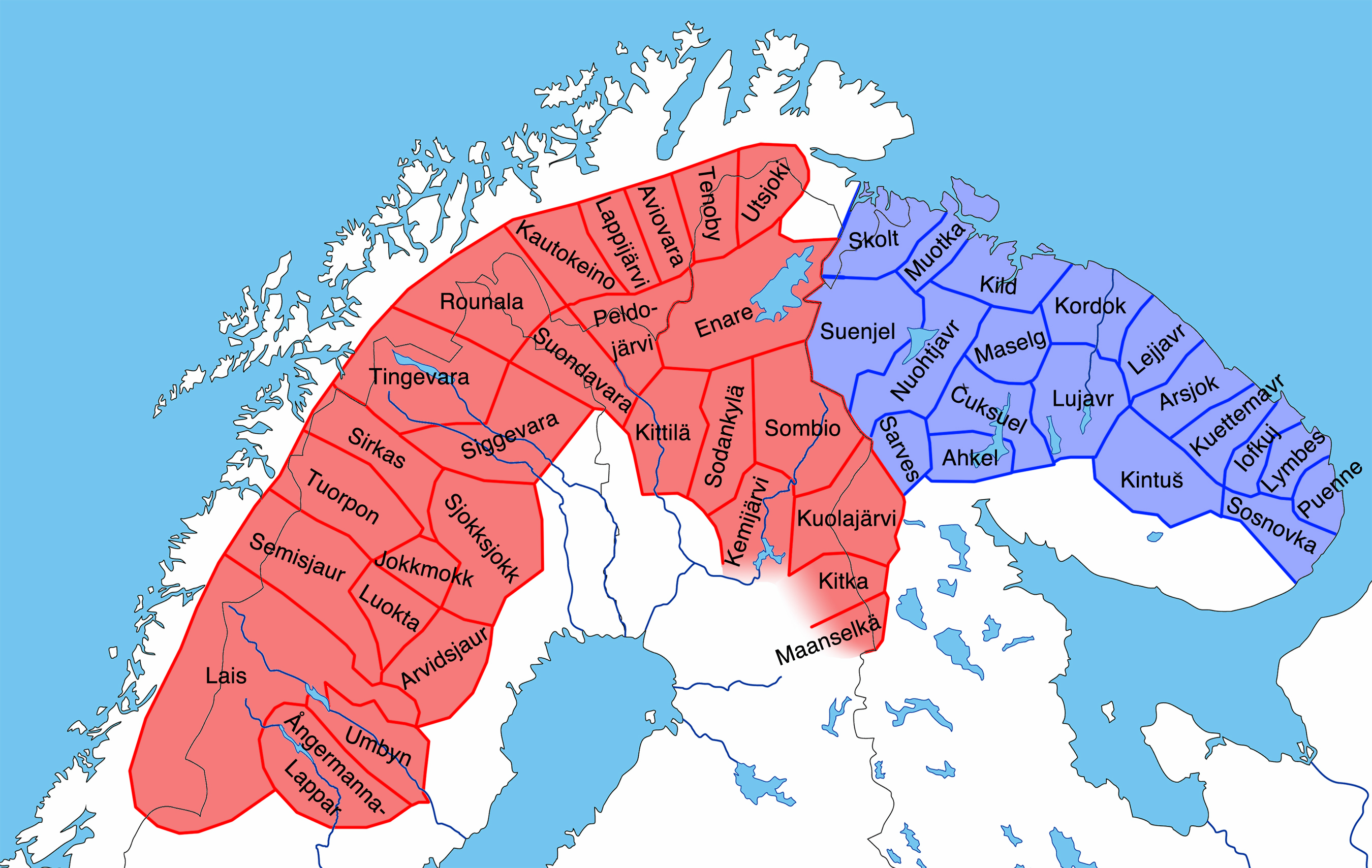
Wohngebiete der verschiedenen Sámi-Gruppen im 16. Jahrhundert. Bis dahin gehörte Lappland noch zu keinem europäischen Staat

In der Wasa-Zeit entstanden – vor allem im Wettbewerb mit dem ebenfalls nordwärts vorstoßenden Russland – die ersten Herrschaftsansprüche Schwedens auf die Gebiete der Samen. Die Abgaben wurden immer mehr erhöht, verschiedener Zwangsdienste für die Landesherren eingeführt und die Kirche begann mit der Christianisierung der Heiden. 1553 übernahmen staatliche Eintreiber die Steuereintreibung von den Birkarlen, um mehr Kontrolle über die Nordländer zu erreichen. Da diese Aufgabe bei den nomadisierenden Jägern und Rentierhirten sehr schwierig war, wurden in der Folgezeit einige administrative Maßnahmen durchgeführt, die die Autonomie der Samen erheblich einschränkten und zu folgenreichen Veränderungen in deren Lebensweise führten. Aus den vormaligen Lappmarken der Händler und den traditionellen Territorien der einzelnen Jägergemeinschaften (Siida) machte man die sogenannten „Lappbyar“. An zentralen Punkten richtete man Handelsposten (z. B. Jokkmokk, Lycksele, Arjeplog, Enontekiö) oder Kirchdörfer (z. B. Arvidsjaur, Jukkasjärvi) ein, die von den Samen regelmäßig aufgesucht werden mussten. Zudem wurde das bis dahin freie Land zum Eigentum einzelner Personen gemacht, die fortan als Gewährsleute und Verantwortliche zwischen dem Staat und ihrem Volk standen.

## Schweden als Großmacht (1611–1719)

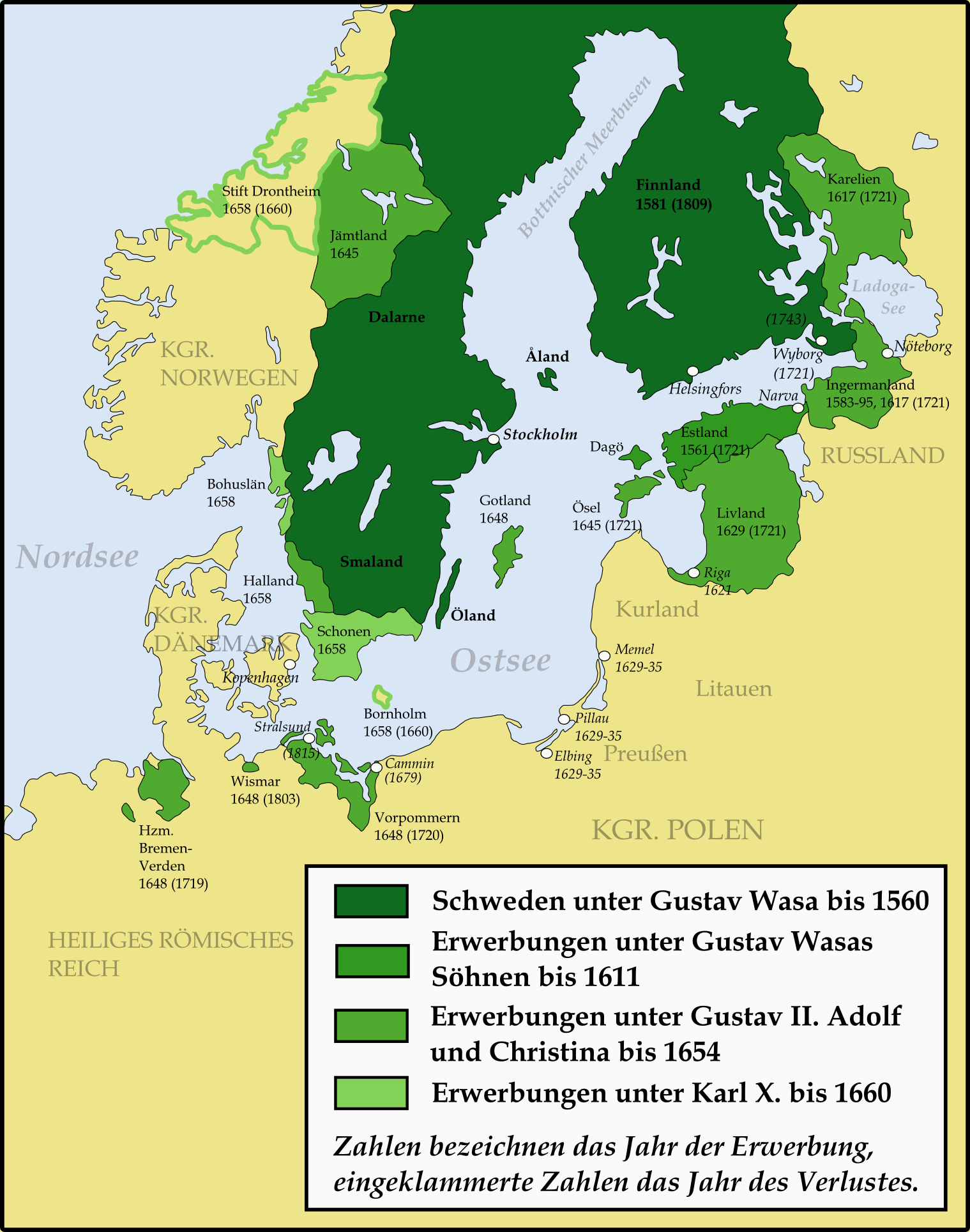
Territoriale Expansion Schwedens 1560–1660

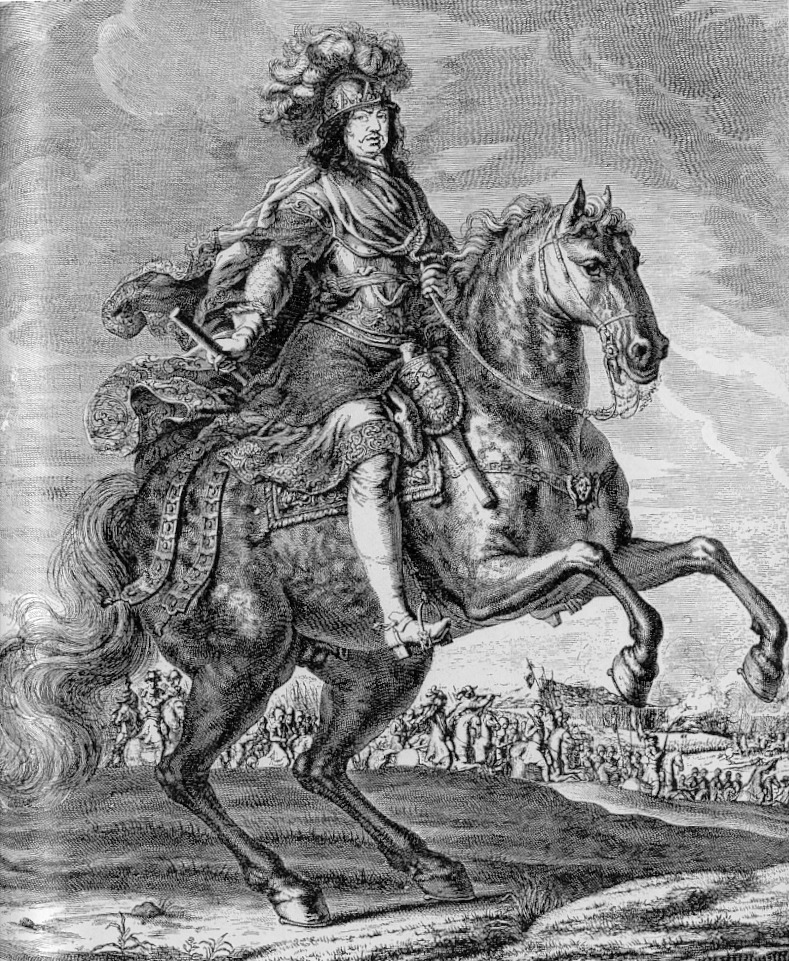
Karl X. von Schweden, nach Ehrenstahl

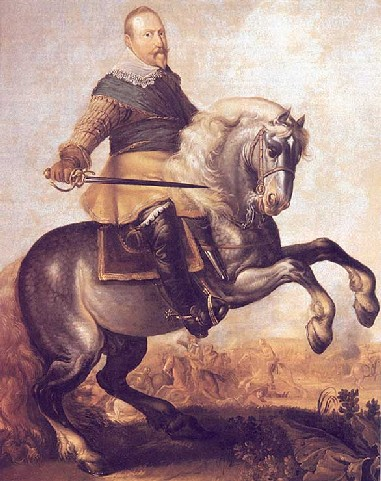
Gustav II. Adolf

1611 übernahm der erst 17-jährige Gustav II. Adolf nach dem Tode seines Vaters die Herrschaft. Ihm gelang es, die Ostseepolitik fortzuführen und Ingermanland und Kexholm (das Gebiet westlich und nördlich des Ladogasees) sowie Livland von Polen-Litauen zu erobern, bevor er sich 1630 Deutschland, auf dessen Gebiet der Dreißigjährige Krieg tobte, zuwandte.
Diese Erfolge waren durch eine innere Reorganisierung möglich geworden. Beim Regierungsantritt wurden durch eine königliche Erklärung Reichsrat und Reichstag politische Mitspracherechte eingeräumt. Der Reichsrat bekam eine deutliche Rolle im Rahmen der Regierung, und in Fragen um Krieg und Frieden, Steuern und Aushebungen wurden die Beschlüsse des Reichstages eingeholt. Die vier im Reichstag vertretenen Stände spiegelten die Gesellschaftsstruktur dieser Zeit wider: Der Adel, der 1612 umfassende Privilegien bekommen hatte, hatte das Monopol auf alle höheren Ämter. Gleichzeitig war diese Standesgrenze durchlässig, sodass sich die Anzahl der Adligen durch Neuadelungen im 17. Jahrhundert verfünffachte. Der geistliche Stand spielte in einer Staatsideologie, in der Kirche und Staat eng verschmolzen war, eine wichtige Rolle. Das Bürgertum erlangte im Rahmen der merkantilistischen Wirtschaftspolitik eine wachsende Bedeutung. Dass zuletzt auch die Bauern als vierter Stand im Reichstag vertreten waren, war in Europa einzigartig, und lässt sich historisch damit erklären, dass es in Schweden nie hörige oder leibeigene Bauern gegeben hatte, und mehr als ein Drittel des Grundbesitzes in der Hand freier Bauern war. Sie spielten, vor allem durch ihre lokalen Institutionen, in Steuerfragen und in Fragen der Aushebung von Soldaten, die ja zum größten Teil aus Bauernfamilien kamen, eine wichtige Rolle. Ein ständiger Dialog zwischen Regierung und Regierten erklärt den inneren Frieden trotz zunehmender Belastungen aufgrund der zahlreichen Kriege.
Das Großmachtstreben der schwedischen Monarchie führte auch zur Ausweitung des Staatsgebietes nach Lappland, das bis dahin (bis auf die norwegische Küstenregionen) fast ausschließlich von den Samen besiedelt war. Seit 1635 werden Angehörige dieses Volkes zur Zwangsarbeit in den Silberminen gezwungen. Ab 1650 begann die Kolonisierung Lapplands mit schwedischen Neubürgern, die allerdings rund hundert Jahre lang nur sehr sporadisch blieb. Ab 1680 wurde immer massiverer Druck auf die letzten Anhänger der ethnischen Religion der Samen ausgeübt, was sich in der Verbrennung der heiligen Trommeln, aber auch in einzelnen Gewaltakten äußerte. 1695 wurde die Kopfsteuer in Naturalien in eine geldliche Kommunalsteuer umgewandelt. Hinzu kamen die Verpflichtungen, Winterwege zu pflegen und Materialtransporte für die Beamten und Händler durchzuführen. Dies nahm so viel Zeit in Anspruch, dass darunter der Nahrungserwerb litt. Viele Samen verarmten, mussten das Rentierhüten aufgeben oder flohen nach Norwegen.
Die Vision von einer Großmacht Schweden fand ihren Niederschlag auch in anderen Bereichen, vor allem im Bildungsbereich. Die Universität Uppsala, die nach der Reformation stagniert hatte, wurde nun aktiv gefördert, gleichzeitig wurden bis 1668 drei weitere Universitäten in Dorpat (Tartu), Åbo (Turku) und Lund gegründet. In jeder Bischofsstadt wurde ein Gymnasium gegründet und der Analphabetismus nahm deutlich ab. Die Reichsverwaltung wurde ausgebaut und die regionalen und lokalen Organe der zivilen und militärischen Verwaltung wurden vereinheitlicht. Teile dieses Verwaltungssystems bestehen heute noch.
Das größte Problem für die Großmachtpolitik war die schwache Bevölkerungsbasis. 1625 hatte das Königreich etwa 1,1 Millionen Einwohner, davon 800.000 im schwedischen Kernland, doch reichte das weder als Steuerbasis noch als Rekrutierungsunterlage für das Heer. Daher wurde eine merkantilistische Handels- und Wirtschaftspolitik mit starker Exportorientierung betrieben und die Einwanderung von ausländischen Fachkräften und der Zuzug ausländischen Kapitals (vor allem aus den Niederlanden und aus Deutschland) aktiv gefördert. Schweden entwickelte sich zum größten Exporteur von Schmiedeeisen und Kanonen. Kupfer und Holzprodukte waren weitere wichtige Exportprodukte.
Die Außenpolitik richtete sich nach dem Erwerb des Baltikums und der russischen Küstengebiete auf Deutschland und Polen-Litauen. Die kaiserlichen Truppen hatten die Ostsee erreicht, und der Eintritt Schwedens in den Krieg konnte vor dem Reichstag, der schließlich seine Zustimmung gab, als präventiver Verteidigungskrieg dargestellt werden. Als Schweden 1630 in Pommern einfiel, hatte es keine Verbündeten, aber ein Subsidiarvertrag mit Frankreich 1631 verbesserte die Lage. Der Sieg bei Breitenfeld im selben Jahr war ein Wendepunkt. Die politischen Ziele wuchsen mit den Erfolgen, aber der Tod Gustavs II. Adolf bei Lützen 1632 veränderte die Lage. Dennoch setzte Schweden unter dem Reichskanzler Axel Oxenstierna (die Tochter Gustavs II. Adolf war erst sechs Jahre alt) den Krieg fort. 1643–1645 bekriegte man Dänemark und bekam im Frieden von Brömsebro die Provinzen Gotland, Jämtland, Härjedalen und Halland, während der Westfälische Friede von 1648 zum Erwerb von Bremen-Verden (siehe auch Burg Bederkesa), Wismar, Vorpommern und anderen Gebieten führte. Ein weiterer Krieg gegen Polen, eingeleitet 1644, dem sich auf Feindesseite Dänemark und Russland anschlossen, wurde 1658 zeitweilig beendet, und im Frieden von Roskilde kamen unter anderem die Provinzen Bohuslän, Schonen und Blekinge unter schwedische Herrschaft. Noch im selben Jahr wurde der Krieg wieder aufgenommen, aber als der König Karl X. 1660 plötzlich starb, bemühte sich die Vormundschaftsregierung für dessen Sohn Karl XI. um einen Friedensschluss, der im Frieden von Oliva 1660 mündete. Die Gebiete im Baltikum und Ingermanland, die Schweden im Russisch-Schwedischen Krieg 1656–1658 verlor, konnten im Frieden von Kardis wiedererlangt werden.

### Aufbau des Absolutismus in Schweden
In den folgenden zwölf Jahren versuchte Reichskanzler Magnus Gabriel De la Gardie, die politische Lage zu stabilisieren und die katastrophale finanzielle Lage des Reiches zu sanieren. Mit dem Regierungsantritt des nun volljährigen jungen Königs Karl XI. 1672 gab Schweden die vorsichtige Außenpolitik auf und wurde auf Seiten Frankreichs, das parallel den Holländischen Krieg führte, in den Schonischen Krieg und den Schwedisch-Brandenburgischen Krieg (1674–1679) gezogen. Es zeigten sich dabei im Kriegsverlauf deutliche Schwächen bei Heer und Flotte, die Schweden zeitweilig an den Rand einer Niederlage brachten. Die Niederlage gegen die brandenburgischen Truppen in der Schlacht bei Fehrbellin 1675 wurde dabei als ein erster sichtbarer Ausdruck der Folgen der vorausgegangenen Misswirtschaft durch die adlige Vormundschaftsregierung gewertet. Es fehlte der Armee an Waffen, Monturen, Proviant und an Geld. Weiterhin waren die Staatskassen leer, die königlichen Domänen verpfändet oder vergeben. Dennoch gelang es dem jungen König Karl XI. in einem kurzen Feldzug dem in Südschweden gelandeten dänischen Heer in der Schlacht bei Lund eine vernichtende Niederlage beizufügen. Aufgrund der erkannten Mängel wurde im Reichstag 1680 eine erneute Reduktion gefordert, um zukünftig nicht mehr von ausländischen Subsidien abhängig zu sein. Das notwendige Geld konnte die Krone nur aus ihren ehemaligen Gütern beziehen. Der Adel hatte seinen Grundbesitz im 17. Jahrhundert verdreifacht. Mit den Stimmen der steuerpflichtigen Stände und eines Teils des niederen Adels konnte der König diesen Besitz der in den letzten Jahrzehnten an den Adel vergebenen Güter zurückerhalten. Mehr als die Hälfte der Besitzungen des Hochadels kam so an die Krone zurück.
Der neue schwedische Absolutismus wandelte die Feudalstrukturen und entmachtete die Stände. Von nun an stiegen Angehörige des Bürgertums schneller in den Adelsstand auf. Andererseits beschleunigte sich die Verbürgerlichung eines Teils des Adels. Gleichzeitig bildete sich eine besondere umfangreiche Schicht einflussreicher Beamter in Heer und Verwaltung heraus. Im Jahr 1682 stimmten Königlicher Rat und Reichstag zu, dass die Gesetzgebung an den König gebunden wird. Diese lag bisher beim Reichstag. Von nun an durfte Karl XI. Gesetze selber verfügen.
Der König wurde zum Alleinherrscher, der Reichstag hatte nur mehr eine beratende Funktion. Dass dies ohne einen größeren Machtkampf mit dem Adel möglich war, beruhte auf der Unterstützung des Königs durch die Bauern und Bürger, die eine effektive und starke Königsmacht der Oligarchie vorzogen, wie auch durch den niedrigen Dienstadel und die Offiziere, die in der neuen Militärorganisation eine sichere Einkommensquelle sahen. Durch die Reformen in der Friedenszeit von 1679 bis 1700 konnte sich Schweden erholen. Als Karl XI. am 5. April 1697 nach schwerem, qualvollen Krebsleiden starb, war die Armee reorganisiert. Als bleibende Verdienste blieben die Durchsetzung der Reduktion, die Sanierung der Reichsfinanzen, die Brechung der Macht des Adels und die Formung eines absolutistischen Großmachtstaats. Ihm gelang damit noch einmal das bereits angeschlagene schwedische Imperium zu stabilisieren, und er schuf die Voraussetzungen für die frühen schwedischen Erfolge in dem kommenden Krieg, der am Ende doch die schwedische Großmacht brechen sollte.

### Ende der Großmachtzeit

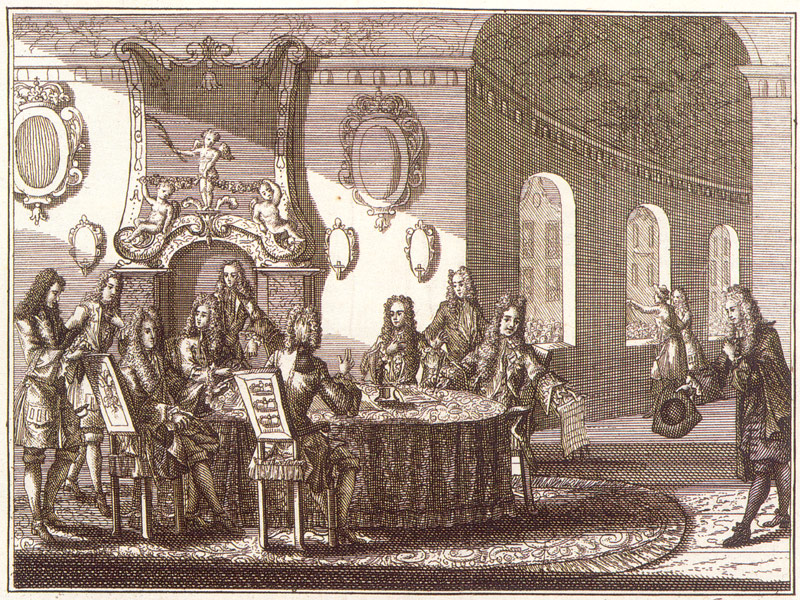
Die Unterzeichnung des Friedensvertrags von Nystadt am 20. August 1721. Radierung, 1721.

Nach dem frühen Tod Karls XI. bestieg der erst 15-jährige Karl XII. von Schweden (1682–1718) den Thron als sein Nachfolger. Seit langem belastete die holsteinische Frage die Beziehungen Dänemarks und Schwedens. In Kopenhagen wurde Holstein-Gottorp noch immer als Teil des dänischen Territoriums betrachtet. Eine vereinbarte Allianz Holstein-Gottorps mit Schweden galt dem nun eingekreisten Dänemark als große Bedrohung. Als der Tod Karls XI. bestätigt war und der neue König als unerfahren galt, sah Dänemark den Zeitpunkt zum Handeln gekommen und setzte Truppen gegen Holstein-Gottorp in Marsch. Unmittelbar nach seiner Krönung 1697 hatte Karl XII. verfügt, dass die Armee zu vergrößern sei, sodass Schweden Ende 1700 über mehr als 85.000 eingeschriebene Soldaten verfügte. Nachdem sich der Konflikt um Holstein-Gottorp zwischen Dänemark und Schweden ausdehnte, intensivierte Kopenhagen geheime Gespräche mit dem Zarentum Russland. Dem Zaren Peter I. lag ebenfalls an einer Beschränkung des schwedischen Einflusses. Schnell konnte auch der neugewählte König von Polen, August II. gewonnen werden. 1699 erwuchs daraus ein geheimes Angriffsbündnis gegen den verhassten schwedischen Nachbarn. 1700 eröffneten Dänemark, Sachsen-Polen und Russland den Großen Nordischen Krieg (1700–1721), der nach anfänglichen schwedischen Erfolgen 1709 durch das schwedische Debakel in der Schlacht bei Poltawa schließlich, nach dem Tod Karls XII. 1718, zur Niederlage Schwedens 1721 führte und dem schwedischen Anspruch auf eine Vormachtstellung in Nordeuropa ein Ende setzte. Livland, ein Teil Schwedisch-Pommerns und Bremen-Verden gingen für Schweden verloren. Das neue Kaiserreich Russland übernahm im europäischen Bündnissystem von Schweden die Stellung als nordeuropäische Großmacht. Die politische Bedeutung Schwedens dagegen wurde vermindert und es war wieder ein Staat an der Peripherie Europas.
In diese Periode fällt auch die Kolonisierung der für Schweden nur vorübergehend bedeutsamen schwedischen Besitzungen in Afrika, Nordamerika und der Karibik. In Nordamerika war es vor allem die Kolonie Neuschweden, mit der Schweden ab 1638 eine in vorteilhafter Position gelegene Handels- und Siedlungskolonie am Unterlauf des Delaware-Flusses aufbauen konnte. Ein mit militärischer Gewalt ausgetragener Konflikt mit den Truppen der holländischen Kolonie Neuniederlande führte allerdings bereits im Jahr 1655 zum Verlust dieser für Schweden sich so hoffnungsvoll entwickelnden Kolonie. Heute gehört das Gebiet dieses ehemaligen schwedischen Kolonialbesitzes zu den drei US-Bundesstaaten Delaware, New Jersey und Pennsylvania.

## Die Freiheitszeit (1719–1772)
Schon während der letzten Jahre Karls XII. wuchs eine heimliche Opposition. Sie stützte sich auf einige der alten Ratsaristokraten, höhere Beamte und Generäle. Sie zwangen die neue Königin Ulrika Eleonore dazu, allen absolutistischen Bestrebungen zu entsagen. Karls Schwester versprach, die Autorität von Reichsrat und Ständeversammlung zu akzeptieren. Nach dem Tod von Karl XII. nutzten die Stände unklare Thronfolge-Verhältnisse, um in den Jahren 1719/20 eine neue Verfassung durchzusetzen, die dem Reichstag die alleinige Gesetzgebung übertrug. Der Reichstag setzte sich nach wie vor aus den vier Ständen (Adel, Priester, Bürger und Bauern) zusammen. Das heißt, innenpolitisch hatten die Stände gegenüber der Königsmacht eindeutig die Übermacht gewonnen. Die Stände erklärten sich als Träger der Volkssouveränität. Sie unterstrichen, der Monarch habe seine Macht vom Volk und nicht von Gott empfangen. Von den vier Ständen Adel, Geistlich und Bürger und Bauern dominierte der Adel. Der König blieb von der Außenpolitik weitgehend ausgeschlossen. Diese entschied im Wesentlichen der Geheime Ausschuss. Karls XII. Schwester trat 1720 zugunsten ihres Gemahls Friedrich von Hessen zurück. Am 24. März 1720 wählten ihn Rat und Stände zum König. Friedrichs I. Hoffnungen, der Königsmacht mehr Rechte zu sichern als Ulrika Eleonare es tat, zerschlugen sich schnell. Lediglich im Reichsrat, einem Gremium von 16 Aristokraten erhielt der Herrscher zwei Stimmen zugebilligt. Er war damit nahezu einflusslos.
Mit der Zeit entwickelten sich zwei politische Gruppierungen, die sog. Hattarne („Hüte“) und Mössorna („Mützen“). Die Hattarne, eine aristokratische Partei, vertraten eine merkantilistische Wirtschaftspolitik mit aktiver Förderung von Manufakturen und des Exports sowie eine revanchistische Außenpolitik gegen Russland mit Unterstützung Frankreichs. Die Mössorna, antiaristokratisch ausgerichtet, nahmen die Interessen der Landwirtschaft wahr und betrieben eine vorsichtige Außenpolitik, die einen Ausgleich mit Russland und eine Annäherung an Großbritannien suchte. In der ersten Hälfte des Jahrhunderts waren meist die Hattarne an der Macht und sie verwickelten Schweden auch in zwei Kriege.

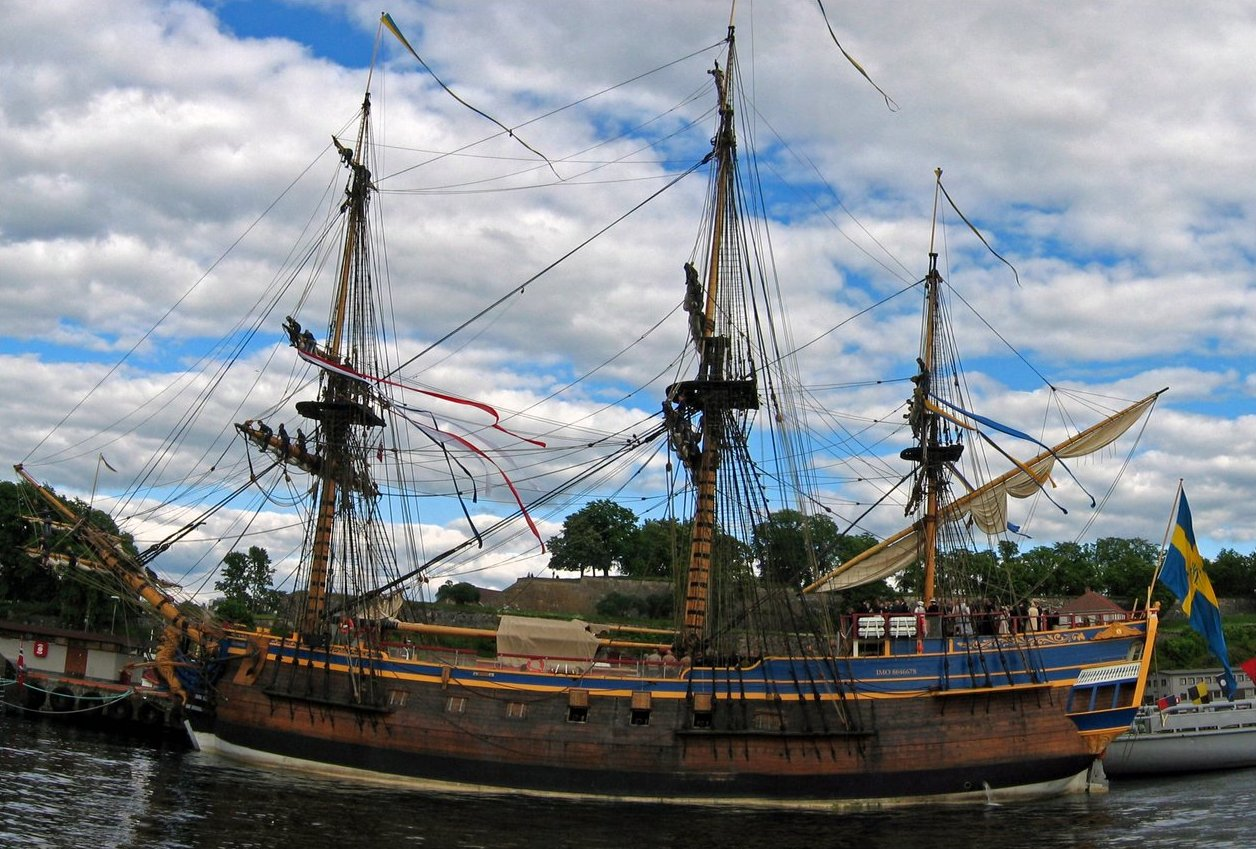
Ostindienfahrer Göteborg, Kopie

Der Merkantilismus dominierte die Wirtschaftspolitik. Dem Außenhandel wurde besondere Aufmerksamkeit gewidmet, und daher wurde auch 1731 eine schwedische Ostindienkompanie gegründet. Des Weiteren wurde auch eine staatliche Förderung für Manufakturen eingerichtet, um die Importabhängigkeit des Landes zu vermindern. Das wichtigste Exportprodukt war nach wie vor Eisen, das in mehreren hundert Hüttenwerken auf dem Land verarbeitet wurde.
Auch in der Landwirtschaft setzten sich neue Ideen durch und landwirtschaftliche Reformen, wie die Zusammenlegung von Streubesitz, führten zu einer Verbesserung der wirtschaftlichen Lage der Landbevölkerung. Darüber hinaus gelang es den Bauern, sich in den politischen Auseinandersetzungen im Reichstag zu formieren und eine starke politische Stellung zu erreichen. Gegen Ende der Freiheitszeit wurden sie zur treibenden Kraft im Reichstag.
Im Polnischen Erbfolgekrieg 1733–1738 unterstützte Schweden Stanislaus I. Leszczyński gegen August III. 1751 wählten die Stände den holsteinischen Prinzen Adolf Friedrich zum König, der mit Ulrike Louise, der Schwester Friedrichs II. verheiratet war. Diese strebte eine Wiederherstellung der königlichen Macht an, was 1756 in einem Staatsstreich mündete, der aber misslang und die Macht der Stände weiter stärkte. Während der König eine Teilnahme Schwedens an dem bevorstehenden Krieg gegen Preußen ablehnte, hatte der Adel die Wiedererlangung der vormaligen Machtstellung in Europa nicht aufgegeben und trat als Garantiemacht des Westfälischen Friedens in den Siebenjährigen Krieg ein. Der Pommersche Krieg, wie der Siebenjährige Krieg in Schweden genannt wird, endete jedoch mit einer erneuten Niederlage und führte dazu, dass sich das Land mit seiner Rolle als Regionalmacht zukünftig abzufinden hatte.
So richtete man seinen Blick wieder verstärkt auf den Norden, wo es noch riesige territoriale Potentiale gab. Anfangs wurde der Druck auf die Samen weiter erhöht: Die in den Wäldern Mittelschwedens lebenden Jäger und Sammler wurden zu sogenannten „Gemeindelappen“ degradiert, die Arbeiten wie Pferde schlachten und kastrieren, Pelze aufbereiten und ähnliches für die Landesherren ausführen mussten. Allein das Kunsthandwerk blieb ihnen von ihrer alten Lebensweise. In Nordschweden fand zwischen 1720 und 1729 eine Umsiedlungspolitik statt, die das soziale Gefüge der dortigen Samen zerriss. 1732 machte der Naturforscher Carl von Linné seine berühmte Reise nach Lappland, die maßgeblich zur wissenschaftlichen Erforschung des subarktischen Nordens beitrug. 1749 versprach ein königlicher Erlass Steuerfreiheit und Arbeit in den Erzgruben des Nordens für Neubürger. Dies löste die systematische Kolonisierung des Nordens aus, die in den folgenden Jahren einsetzte. Vorausschauenderweise wurden die Rechte der Samen und der Schweden genau reglementiert, um Streitigkeiten zu verhindern. Die Nachbarschaft der Menschen funktionierte meist konfliktfrei und war von gegenseitiger Hilfe geprägt. Dies gelang allerdings vor allem, weil viele Neubürger selbst Saami waren, die die Rentierzucht aufgegeben hatten, aber auf ihrem angestammten Land bleiben wollten. 1751 fiel die Finnmark an Norwegen. Der sogenannte „Lappencodex“ gewährt jedoch seitdem den Rentierhirten der Fjällgebiete weiterhin das Überschreiten der Staatsgrenzen.
In der Freiheitszeit kamen die Ideen der Aufklärung nach Schweden. Auf Betreiben von Anders Chydenius hin wurde schließlich 1766 die Tryckfrihetsförordningen („Druckfreiheitsverordnung“, Gesetz über die Pressefreiheit) erlassen, in welchem die Pressefreiheit und – als erstem Land weltweit – das Offentlighetsprincipen („Öffentlichkeitsprinzip“) garantiert wurden, was die politische Debatte zusätzlich anfachte. Die neue Freiheit führte zu einem Aufbruch im Bereich der Wirtschaft, der Wissenschaft und der Literatur.

## Die Gustavianische Epoche (1772–1809)

Gustav III.

Gustav III. hatte 1771 den Thron bestiegen, der zu diesem Zeitpunkt nur mehr repräsentative Funktionen hatte. 1772 putschte er gegen den Reichstag und erzwang eine neue Verfassung, die dem König die Regierungsmacht übertrug, während sie die Macht des Reichstages stark beschränkte. Der König, der von sich behauptete, über den Partei- und Standesstreitigkeiten zu stehen, stützte sich aber auf den Adel, während er in seiner Wirtschaftspolitik der sparsamen und liberalen Politik der „Mössorna“ folgte.
Aufgrund der neuen politischen Verhältnisse brachen die Provinzregierungen der großen Län Nordschwedens das „Lappensteuerrecht“, sie enthoben die Sami der eigenen Rechtsprechung und annektierten ihr gesamtes Land.
Gustav III. führte eine Reihe von Reformen durch, unter anderem versuchte er, ein Branntweinmonopol einzuführen, Krankenhäuser wurden gebaut und Kreisärzte angestellt, und die ersten kommunalen Armenhäuser entstanden. Doch war Gustav III. vor allem am Kulturleben interessiert. 1786 gründete er die Schwedische Akademie nach dem Vorbild der französischen Académie Française, er ließ ein Opernhaus errichten und förderte die bildenden Künste und die Architektur. In dieser Zeit entstand auf den Gebieten der Innenarchitektur, der Möbeltischlerei und der Silberschmiede ein eigener Stil in Schweden, der gustavianische Stil.
Doch für die politische Opposition kamen harte Zeiten. 1774 wurde die Pressefreiheit eingeschränkt, und weder Politik noch Staatskirche und Religion durften diskutiert werden. Gustavs Regierungsstil wurde immer autoritärer, und als sich der Adel, der sich seines Einflusses beraubt sah, am Reichstag von 1786 gegen den König wandte, führte Gustav III. das Land in einen Krieg gegen Russland (1788–1790), um seine innenpolitische Position zu stärken. Aus Unzufriedenheit mit dem Krieg kam es zu einer Meuterei von mehr als hundert, vorwiegend adeligen Offizieren an der Front in Finnland. Gustav III. verstand es, den als Reaktion auf diese Meuterei aufflammenden Royalismus auszunutzen, um mit Hilfe der nichtadeligen Stände eine absolutistische Staatsform einzuführen. Gleichzeitig wurden die Adelsprivilegien weitgehend abgeschafft. Die Opposition gegen den König wurde nun im Untergrund fortgesetzt. 1792 wurde bei einem Maskenball ein Attentat auf Gustav III. verübt, dem er zwei Wochen später erlag.
Sein Sohn Gustav IV. Adolf folgte ihm auf den Thron. Er war ein Gegner der französischen Revolution und schloss sich der antifranzösischen Koalition an. 1807 verließ Russland die Koalition und schloss ein Abkommen mit Napoleon I., worauf es im Februar 1808 Schweden angriff und so einen rund anderthalbjährigen Krieg auslöste. Die russischen Truppen besetzten rasch Finnland und die Küste Norrlands bis Umeå. Die schwedischen Misserfolge führten zur Absetzung des Königs in einem Staatsstreich im März 1809. Im Frieden von Fredrikshamn vom 17. September musste Schweden Finnland, Åland und den östlichen Teil Västerbottens bis zum Fluss Torne älv an Russland abtreten.

## Das 19. Jahrhundert (1809–1906)

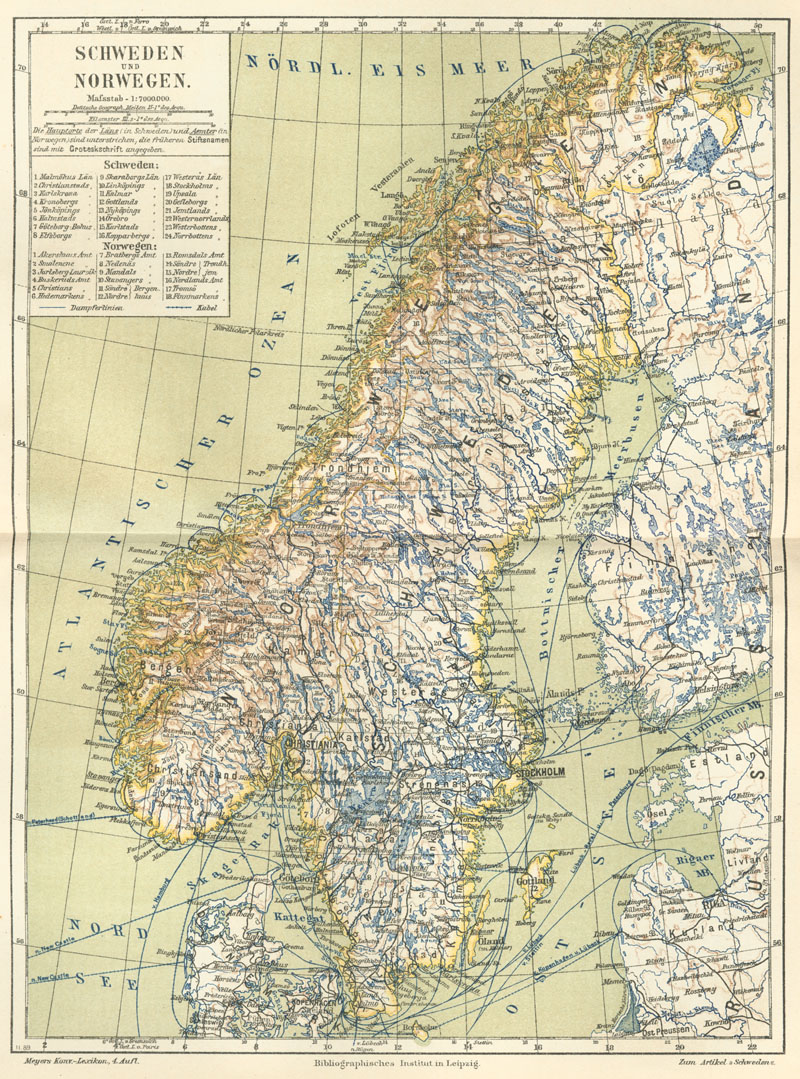
Schweden und Norwegen um 1888

Am 10. Mai 1809 wurde auf dem Ständereichstag beschlossen, Gustav IV. Adolf und seine Nachkommen von der Thronfolge auszuschließen. An dessen Stelle wurde sein Onkel, als Karl XIII., am 6. Juni zum König gewählt, aber erst nachdem er einem neuen, vom Reichstag beschlossenen Verfassungsgesetz, der Successionsordningen, zugestimmt hatte. Der neuen Verfassung lag der Gedanke der Gewaltenteilung zugrunde, auch wenn noch nicht von einem parlamentarischen System gesprochen werden kann. Der König hatte noch immer Gesetzgebungsgewalt und auch die ständische Einteilung des Reichstags blieb erhalten. Doch wurden die bürgerlichen Grundrechte definiert.
Da Karl XIII. aber alt und ohne Erben war, musste wieder ein Thronfolger gewählt werden. Die Wahl fiel auf den dänischen Prinzen Kristian August, der aber 1810 bei einem Reitunfall starb. In der darauf folgenden Wahl wurde schließlich Jean Baptiste Bernadotte, ein französischer Marschall, zum Thronfolger gewählt. Im Herbst desselben Jahres kam er nach Schweden, nahm den protestantischen Glauben und den Namen Kronprinz Karl Johann an und wurde von Karl XIII. adoptiert. Auch wenn er erst 1818, nach dem Tode Karls XIII., als Karl XIV. Johann gekrönt wurde, so übernahm er die Regierungsgeschäfte für den kränklichen Adoptivvater.
Als Napoléon Schweden zwang, Krieg mit Großbritannien zu führen – der Krieg wurde zwar erklärt, aber beiderseits nicht geführt – und widerrechtlich schwedisch Pommern für seinen Russlandfeldzug besetzte, wandte sich Kronprinz Karl Johann von Frankreich ab. Er leitete seine Regierung mit einer völligen Neuorientierung der Außenpolitik ein, nämlich von der Vergangenheit im Osten in eine Zukunft im Westen. In einem Übereinkommen mit dem russischen Zar Alexander I. 1812 verzichtete er auf Finnland. Schweden nahm daraufhin am Feldzug gegen Napoleon I. teil und wandte sich dann gegen Dänemark.
Im Kieler Frieden vom 14. Januar 1814 musste Dänemark aus seinem Gesamtstaat Norwegen im vereinbarten Austausch für Schwedisch-Pommern an Schweden abtreten. Als daraufhin Norwegen seine Unabhängigkeit erklärte, erzwang Kronprinz Karl Johann durch den kurzen, fast unblutigen Schwedisch-Norwegischen Krieg die Gründung der Personalunion: Norwegen blieb nach der Konvention von Moss vom 14. August 1814 ein eigenständiges Königreich und Schwedens König Karl XIII. erhielt den Titel König Karl II. von Norwegen. Nach diesem letzten Krieg führte Kronprinz Karl Johann eine konsequente Friedenspolitik, die zur Grundlage der schwedischen Neutralität wurde.
Die Napoleonischen Kriege hatten Schwedens Wirtschaft hart getroffen, was zu wirtschaftlicher Stagnation und tiefgreifenden Krisen führte. Schweden war in der ersten Hälfte des 19. Jahrhunderts ein ausgesprochener Agrarstaat, die Industrialisierung setzte erst spät ein. Die größten Reformen erfolgten auch im landwirtschaftlichen Bereich, wo umfassende Flurbereinigungs- und Parzellierungsverordnungen sowohl die wirtschaftliche Situation als auch die bäuerliche Kultur drastisch veränderten. Im industriellen Bereich, der von den zahlreichen Hüttenwerken dominiert war, führten neue Technologien und die Konkurrenz vor allem aus Großbritannien zu umfassenden Stilllegungen. Ein großes Infrastrukturprojekt war der Bau des Göta-Kanals, der die Ostsee mit dem Kattegat verbinden sollte, sich aber schon kurz nach seiner Einweihung als veraltet erwies.
Dagegen erlebte Schweden eine Blütezeit im kulturellen und wissenschaftlichen Bereich. 1842 wurde in einer Schulreform die Schulpflicht eingeführt und Volksschulen in jeder Gemeinde vorgeschrieben.
Zwischen 1815 und 1850 stieg die Bevölkerungszahl von 2,5 auf 3,5 Millionen, vor allem auf dem Lande, auf dem 1850 noch 90 Prozent der Bevölkerung lebte. Das führte zu großen sozialen Problemen und zur massenweisen Auswanderung in die Vereinigten Staaten ab etwa 1840, die um 1880 ihren Höhepunkt erreichte und erst ab 1900 abebbte. Bis 1930 verließen mehr als 1,2 Millionen Schweden das Land, von denen etwa 200.000, oft mit Kapital und neuem Wissen, zurückkehrten. Der Utvandrarnas väg von Eriksmåla nach Karlshamn erinnert heute an die Zeit der Emigration.

Historische Migration von und nach Schweden

Noch schlechter entwickelte sich die Situation der Samen im Norden, die aufgrund der jahrhundertelangen Bevormundung und Unterdrückung unter immer elenderen sozialen Bedingungen lebten. Unter anderem wurden ihre Jagdrechte eingeschränkt. 1844 wendeten sie sich in Scharen dem Botaniker und Pfarrer Lars Levi Laestadius zu, der sich von Gott berufen fühlte, den Sami das wahre Christentum zu bringen, das für ihn durch große Gefühlsbetontheit der Messen bis hin zur Ekstase, großer Bibeltreue und der Betonung höchster moralischer Grundsätze (u. a. Alkoholabstinenz) gekennzeichnet war. Dieser Krisenkult ist vergleichbar mit der Geistertanz-Bewegung der nordamerikanischen Indianer. Im Zuge dieser Bewegung kam es 1852 zu einer gewalttätigen Auseinandersetzung in Kautokeino, die jedoch nicht vergleichbar mit den Massakern in den USA ist.
Nach dem Tode Karls XIV. Johann 1844, der innenpolitisch eine streng konservative Politik betrieben hatte, öffnete sich die Möglichkeit der Liberalisierung, zumindest im wirtschafts- und sozialpolitischen Bereich. Schrittweise wurden unter Oscar I. und seinem Nachfolger Karl XV. das Wirtschaftsleben liberalisiert und Sozialreformen durchgeführt. In einer Verfassungsreform 1865–66 wurde auch der Vierständereichstag durch ein Zweikammernparlament ersetzt.
Ab 1870 begann der Durchbruch der Industrialisierung. Der Ausbau des Eisenbahnnetzes und neue Technologien in der Stahlerzeugung ermöglichten die Nutzbarmachung neuer Erzfunde in Norrland. Gleichzeitig erlebte die Holzindustrie einen Höhepunkt, und es entwickelte sich eine ansehnliche Papier- und Zellstoffindustrie. Neue Erfindungen führten zur Gründung von Unternehmen im Maschinenbau- und Elektrobereich (wie beispielsweise L.M. Ericsson, ASEA, Bofors, SKF, AGA). Gleichzeitig erlebte aber die Landwirtschaft eine schwere Krise.
In der zweiten Hälfte des 19. Jahrhunderts erfolgte die Umwandlung vom Agrarland zur Industriegesellschaft. Die Einwohnerzahl stieg von 3,5 Millionen (1850) auf 5,1 Millionen (1900). Die Bevölkerung war zu großen Teilen nicht wahlberechtigt, aber es entstanden nun die großen Volksbewegungen, die auch heute noch einen deutlichen politischen Einfluss haben: die freikirchliche Erweckungsbewegung, die Abstinenzbewegung und die Arbeiterbewegung.
Die Situation in Lappland blieb zweigeteilt: Für die Schweden brachte der 1888 begonnene Abbau von Eisenerz in Kiruna und Gällivare und die spätere Eisenbahn Arbeit und Wohlstand. Für die Samen verschlechterten sich die Lebensbedingungen weiter: Die Grenzen der Lappmarken wurden weiter nach Westen verschoben und die samische Kultur unterlag einem beschleunigten sozialen Wandel. Mit der Ausbreitung des Sozialdarwinismus in Europa entstand in Schweden eine rassische Trennung der angeblich „primitiven“ Nomaden von den anderen Schweden. Vom Ende des 19. Jahrhunderts bis in die 1920er Jahre vertrat die Regierung die Auffassung, dass man die Samen bevormunden müsse, da sie nicht in der Lage sei, eine höhere Kulturstufe einzunehmen. Man „beschützte“ sie dergestalt, dass man u. a. sogenannte „Nomadenschulen“ einrichtete, in der die samischen Kinder auf niedrigstem Niveau unterrichtet wurden oder den Samen verbot, in „richtigen“ (rechteckigen) Häusern zu wohnen.
In der Außenpolitik führte die Thronbesteigung Oscar II. 1872 zu einer Umorientierung von der traditionellen Freundschaft mit Frankreich zu einer immer deutlicher werdenden Annäherung an Deutschland, was sich im Militärwesen, in der Wirtschaft, in der Wissenschaft und im Kulturleben zeigte. Das schwierigste außenpolitische Problem aber waren die Beziehungen zu Norwegen, in dem sich immer stärker werdende Unabhängigkeitsbestrebungen bemerkbar machten, und das schließlich mit dem Vertrag von Karlstad in die Auflösung der Union 1905 mündete.

## Der Durchbruch der Demokratie (1907–1920)
Zwar war 1866 der mittelalterliche Ständetag durch ein Zweikammernparlament ersetzt worden, doch waren nur etwa 20 % der männlichen Bevölkerung wahlberechtigt, da nur die zweite Kammer – und diese nach einem Zensuswahlrecht – gewählt wurde. Eine außerparlamentarische Wahlrechtsbewegung entstand in den 1880er Jahren, getragen von den Sozialdemokraten und den Liberalen. Die Einführung der Wehrpflicht wurde zum stärksten Argument. Das Schlagwort „Ein Mann, eine Stimme, ein Gewehr“ machte tiefen Eindruck auch auf die Konservativen. In einer Wahlrechtsreform wurde schließlich 1907 das allgemeine Wahlrecht für Männer (mit gewissen Beschränkungen) für die Zweite Parlamentskammer eingeführt und auch die Erste Kammer wurde teilweise demokratisiert. Die Klassengegensätze waren jedoch groß, und der Generalstreik von 1909 vertiefte den Graben zwischen Sozialdemokraten und Liberalen beziehungsweise Konservativen. Zur wichtigsten innenpolitischen Frage wurde jedoch die Verteidigungsfrage. Als die liberale Regierung Staaff Rüstungspläne zurückstellte, um die Verteidigungskosten zugunsten einer sozialen Reformpolitik zu senken, kam es zu einer heftigen politischen Auseinandersetzung mit den Konservativen, in die schließlich 1911 König Gustav V. auf Seiten der Aufrüstungsbefürworter eingriff. Eine eigentliche konstitutionelle Krise beschwor die vom Staatsminister nicht gegengelesene militärfreundliche Rede hervor, die Gustav am 6. Februar 1914 vor 30.000 aus dem ganzen Land nach Stockholm gezogenen Bauern hielt (Borggårdskrise). Diese führte zum Abgang der Regierung und der Ernennung einer königlichen Beamtenregierung unter Hjalmar Hammarskjöld (Vater von Dag Hammarskjöld).
Doch schlossen nach Ausbruch des Ersten Weltkrieges die politischen Gegner Frieden und unterstützten die neue Regierung. Das Land erklärte seine Neutralität, pflegte aber regen Handel vor allem mit Deutschland, was zu einer begrenzten Blockade durch die Ententemächte führte. Dadurch und infolge der umfassenden Exporte von Lebensmitteln nach Deutschland wurde die Versorgung der Bevölkerung immer schwieriger. Hungersnöte brachen aus, und auch in der Politik erfolgte eine Radikalisierung, die letztlich zur Gründung einer kommunistischen Partei (socialdemokratiska vänsterparti) führte. Im Frühjahr 1917 trat die Regierung Hammarskjöld zurück, und nach den sozialistischen Erfolgen bei der Wahl zur zweiten Parlamentskammer 1917 wurde eine liberal-sozialdemokratische Koalitionsregierung gebildet. Seit damals ist Schweden de facto eine parlamentarische Monarchie, auch wenn sich dies noch nicht im geltenden Verfassungstext niederschlug.
Unter diesen Vorzeichen standen auch die Bestrebungen einer Gruppe norwegischer und schwedischer Samen unter Elsa Laula Renberg, auf deren Initiative 1917 ein erstes länderübergreifendes, politisches Treffen stattfand, in dem Landrechte und kulturelle Eigenständigkeit für die Samen proklamiert wurden.
Unter dem Eindruck der deutschen Niederlage und aufgrund der radikalen Stimmung im Lande wurde zwischen 1918 und 1921 eine neue Wahlreform durchgeführt. Das allgemeine Wahlrecht und das Frauenwahlrecht wurden nun für alle Wahlen eingeführt. Die letzten, das Einkommen betreffenden Wahlrechtsbeschränkungen wurden aber erst 1945 abgeschafft.

## Die Zwischenkriegszeit (1920–1939)

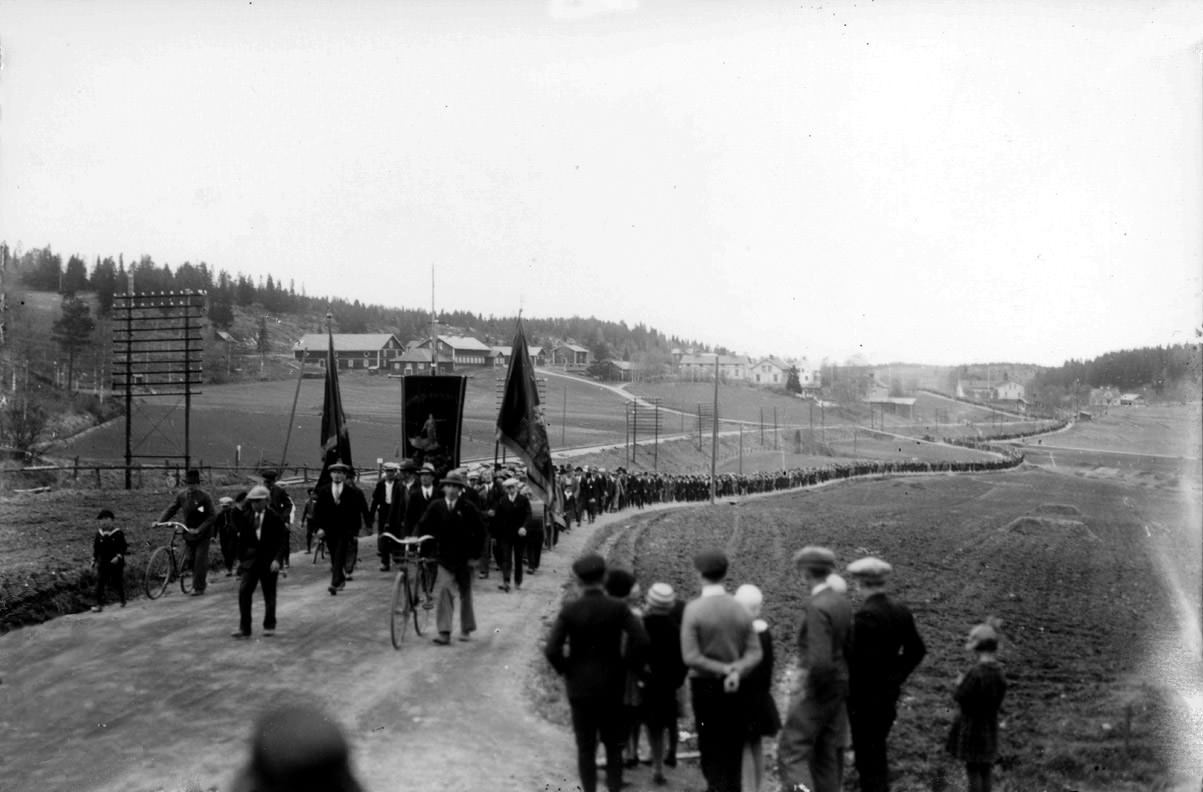
Demonstrationszug in Ådalen, kurz bevor das Militär das Feuer eröffnet

Die 1920er Jahre waren geprägt von einem starken industriellen Aufschwung. Großunternehmen wie Bofors, Aktiebolaget Gas-Accumulator (AGA), Svenska Kullagerfabriken (SKF), Allmänna Svenska Elektriska Aktiebolaget (ASEA), Ericsson und Electrolux sowie eine umfassende Werftindustrie entstanden. Politisch traten die Gegensätze zwischen dem bürgerlichen Block und den Sozialdemokraten wieder stärker hervor. Die Sozialdemokraten waren aber zu schwach, um eine eigene Regierung zu bilden, die bürgerlichen Parteien jedoch tief gespalten. Konservative, Liberale und eine neu entstandene Bauernpartei hatten unterschiedliche Anschauungen in mehreren zentralen politischen Fragen wie Schulpolitik, Verteidigungspolitik und Alkoholpolitik. Eine Reihe von unterschiedlichen Minderheitsregierungen und häufigen Regierungswechseln kennzeichnete die politische Lage der 1920er Jahre.
1922 führte das staatlich-schwedische Institut für Rassenbiologie die sog. „Lappenuntersuchung“ durch, die belegen sollten, dass Rassenvermischungen zwischen Samen und Nordgermanen zum Verderb der Gesellschaft führen würden. Zudem kam es in den 1920er und 30er Jahren zu Zwangsumsiedlungen großer Samigruppen aus dem nördlichsten Schweden in südlichere Regionen. Demgegenüber stehen jedoch erste Bürgerrechte, die den Samen von der Provinzregierung in Jämtland eingeräumt wurden.
1930 erfasste die Weltwirtschaftskrise auch Schweden. Der Einsatz des Militärs gegen Streikende in Ådalen 1931 und der aufsehenerregende Konkurs des Kreuger-Konzerns bereiteten einen politischen Machtwechsel vor: Nach den Wahlen von 1932 bildeten die Sozialdemokraten unter Per Albin Hansson eine Regierung, die ab 1933 von der Bauernpartei unterstützt wurde. Ihre Reformpolitik umfasste zuerst Beschäftigungsprogramme und landwirtschaftliche Subventionen, um den Auswirkungen der Wirtschaftskrise entgegenzuwirken. 1936 gingen beide Parteien eine Koalition ein und legten ein umfassendes sozialpolitisches Programm zum Ausbau des Wohlfahrtsstaates vor. Mit dem Abkommen von Saltsjöbaden zwischen Arbeitgebervertretern und Gewerkschaften wurde 1938 der Grundstein für das „schwedische Modell“ gelegt. Der Traum vom „Volksheim“ aber verzögerte sich aufgrund des Ausbruches des Zweiten Weltkrieges.

## Der Zweite Weltkrieg (1939–1945)
Zu Beginn des Zweiten Weltkrieges erklärte Schweden wiederum seine Neutralität. Erklärtes Ziel der Neutralitätspolitik war nicht die Neutralität selbst, sondern zu vermeiden, in den Krieg gezogen zu werden.
Der Angriff der Sowjetunion auf Finnland im November 1939 stellte die schwedische Regierung auf eine harte Probe. Per Albin Hansson bildete das Kabinett Hansson III. Es startete am 13. Dezember 1939 und blieb auch nach der Reichstagswahl am 15. September 1940 im Amt. Es war eine Allparteienregierung, allerdings ohne die pro-sowjetische Vänsterpartiet.
Die Regierung unterstützte Finnland finanziell und mit militärischer Ausrüstung, kam aber der in Schweden weitverbreiteten Forderung nach direkter militärischer Hilfe nicht nach. Auch die Bildung eines schwedischen Freiwilligenkorps wurde erlaubt. Es hatte etwa 8000 Mann und auch Spezialeinheiten, Artillerie und Flugstaffeln. Man wies den Vorschlag Großbritanniens und Frankreichs zurück, reguläre Truppen von Narvik (Norwegen) über schwedisches Gebiet nach Finnland zu schicken.
Die nächste kritische Situation entstand, als Deutschland am 9. April 1940 Dänemark und Norwegen angriff (Unternehmen Weserübung). Dem norwegischen König Håkon VII. und Teilen der Regierung und des Parlamentes gelang es, den deutschen Truppen zu entkommen. Als der norwegische Außenminister Halvdan Koht am 12. April beim schwedischen Kollegen Christian Günther (Kabinett Hansson III) anfragte, ob der von den Deutschen verfolgte König, der Kronprinz, Ministerpräsident Johan Nygaardsvold und Mitglieder der Regierung Nygaardsvold nach Schweden fliehen könnten, wurde ihnen die Internierung angedroht, worauf sie in Norwegen blieben und später nach Großbritannien flohen.
Ganz anders sah die Neutralitätspolitik gegenüber Deutschland aus. Einen Monat nach dem deutschen Angriff auf Dänemark und Norwegen beschloss die schwedische Regierung, Urlaubertransporte zwischen dem besetzten Norwegen und Deutschland über schwedisches Gebiet zu genehmigen. Diese Transporte wurden einige Monate danach ausgeweitet (ein täglicher Zug in beide Richtungen) und neben Soldaten wurden auch Kriegsausrüstung und Munition befördert. Den Höhepunkt erreichte diese Politik der Zugeständnisse, als nach dem deutschen Angriff auf die Sowjetunion 1941 die schwedische Regierung deutschen Forderungen nachgab und den Transport einer deutschen Division von Norwegen über Schweden nach Finnland an die russische Front genehmigte.
Im Dezember 1940 wurde auch das bis dahin umfangreichste Handelsabkommen zwischen Deutschland und Schweden geschlossen. Deutschland wurde zum wichtigsten Handelspartner Schwedens. Nach der Sperre des Skagerrak gingen etwa 90 % des schwedischen Exports nach Deutschland. Das wichtigste Exportgut war Eisenerz aus den nordschwedischen Erzfeldern.
Die Politik der schwedischen Regierung wurde teilweise stark kritisiert, u. a. in einigen antinazistischen Zeitungen wie der Göteborgs Handels- och Sjöfartstidning, deren Chefredakteur Torgny Karl Segerstedt schon nach der Machtergreifung des NS-Regimes 1933 mit seinen Kommentaren Ärger in Berlin erregt hatte. Die Regierung antwortete auf kritische Artikel mit Beschlagnahmen und Transportverboten. Die Kritik musste sich nicht einmal gegen die schwedische Politik richten. Auch die Wiedergabe von Berichten über deutsche Verbrechen konnte zu Beschlagnahmen führen. Berichte über die Judenverfolgung in Deutschland konnten gedruckt werden, weckten aber kaum Reaktionen.
Die schwedische Flüchtlingspolitik war schon vor dem Beginn des Zweiten Weltkrieges sehr restriktiv gewesen (ausgenommen skandinavische Nachbarn). Zwar nahm man eine begrenzte Anzahl politischer Flüchtlinge auf, doch war die Tatsache, Jude in Deutschland zu sein, kein in Schweden anerkannter Fluchtgrund. Ganz im Gegenteil versuchte man, Fluchtmöglichkeiten vor allem für Juden vorzubeugen. Auch deutsche Deserteure, die von Dänemark oder Norwegen nach Schweden flohen, wurden unmittelbar zurückgeschickt und der deutschen Feldpolizei übergeben.
Die meisten schwedischen Militärs erwarteten den deutschen Sieg über die Sowjetunion und wünschten ihn auch. Der Oberbefehlshaber der schwedischen Armee Olof Thörnell trat dafür für eine schwedische Beteiligung am Krieg gegen die Sowjetunion ein. Er glaubte auch 1942 noch an den deutschen Sieg. Seine Überschätzung der deutschen und Unterschätzung der sowjetischen Kampfkraft stärkte nicht gerade seine Position gegenüber der Regierung. Der sowjetische Sieg in der Schlacht um Stalingrad stellte für alle Militärs eine Überraschung dar, selbst für diejenigen die von einem langfristigen Sieg der Sowjetunion ausgingen.
Nach den deutschen Niederlagen bei Stalingrad und in Nordafrika änderte sich die schwedische Politik 1943 in mehreren Punkten: Der deutsch-norwegische Transitverkehr wurde im August 1943 gestoppt, im Oktober 1943 wurden jüdische Flüchtlinge aus Dänemark, die in Konzentrationslager transportiert werden sollten, aufgenommen, alliierte Bomber konnten über schwedisches Hoheitsgebiet fliegen und eine alliierte Flugleitzentrale wurde in Malmö eingerichtet, diplomatische Beziehungen mit der norwegischen Exilregierung wurden aufgenommen und dänische und norwegische Polizeitruppen wurden ausgebildet. 1943 wurde nach starkem Druck auch ein Handelsabkommen mit den Alliierten geschlossen; die lukrativen Handelsbeziehungen zu Deutschland wurden aber bis kurz vor Kriegsende weitgehend aufrechterhalten. Ungeklärt im weiteren Verlauf blieben Vorfälle wie die Bombenabwürfe auf Stockholm und Strängnäs am 22. Februar 1944. 
Im Übrigen wurde der gesetzlich legitimierte Rassismus gegen die indigenen Samen aufgehoben: Die Tatsache, dass die nicht nomadisch lebenden Waldsamen offenbar in der Lage waren, auf der gleichen „Kulturstufe“ wie die Schweden zu leben, offenbarte die Fehler der sozialdarwinistischen Lehre.
Die Annäherung Schwedens an die Alliierten einschließlich der Sowjetunion fand ihren Ausdruck auch in der Auslieferung internierter Angehöriger der Wehrmacht, die in den letzten Kriegstagen und kurz danach an Schwedens Küste gestrandet waren. Die meisten wurden an die Sowjetunion ausgeliefert, die übrigen an Großbritannien.
Nach dem Kriegsende konnte man in Schweden zufrieden feststellen, dass man das politische Ziel zu Kriegsbeginn, nämlich nicht in den Krieg gezogen zu werden, erreicht hatte. Das Wie wurde dabei nicht in Frage gestellt, weil ein Großteil der politischen und wirtschaftlichen Vertreter an dieser Politik beteiligt gewesen war. Erst in den 1990er Jahren begann eine kritische Aufarbeitung der Kriegszeit.

## 1945–1994
Im Juli 1945 löste eine sozialdemokratische Alleinregierung die Koalitionsregierung ab, zunächst weiterhin unter Per Albin Hansson, nach dessen Tod im Oktober 1946 unter Tage Erlander. In den nächsten Jahren wurde die durch den Krieg unterbrochene soziale Reformarbeit wieder aufgenommen und ein moderner Wohlfahrtsstaat nach den Grundsätzen des schwedischen Modells entstand. Man arbeitete auch an einer Verfassungsreform, die in den 1970er Jahren durch mehrere Grundgesetze schrittweise verwirklicht wurde (siehe Verfassung von Schweden).
Nach der Empfehlung einer Aufnahme des Landes zu den Vereinten Nationen durch die Resolution 8 des UN-Sicherheitsrates trat es am 19. November 1946 der Internationalen Gemeinschaft bei.
Am 3. September 1967, dem Dagen H, wurde der Verkehr von Linksverkehr auf Rechtsverkehr umgestellt. Verkehrsminister war zu dem Zeitpunkt Olof Palme. Palme war von 1969 bis 1976 und von 1982 bis 1986 Premierminister; er prägte das Bild Schwedens im Ausland durch seine engagierte Außenpolitik: durch seine harte Kritik am Vietnamkrieg, als UNO-Vermittler im Iran-Irak-Krieg und durch seine internationalen Abrüstungsinitiativen. In den Jahren 1969 bis 1975 begann man mit dem Bau von 10 Atomreaktoren. Die Verfassungsreform und die neue parlamentarische Situation nach der Reichstagswahl 1970 erschwerten eine stabile Zusammenarbeit über die Blockgrenzen hinweg; wirtschaftliche Probleme, vor allem nach der Ölpreiskrise 1973, erschwerten die soziale Reformarbeit.    
Bei der Wahl von 1973 erhielten Regierung und Opposition je 175 Mandate – ein Patt. Abstimmungen im Reichstag wurden oft per Los entschieden. Die Debatte um weitere Atomkraftwerke entzweite die Sozialdemokraten. Eine grüne Bewegung wurde zur politischen Kraft (sie zogen aber erst 1988 zum ersten Mal in den Reichstag ein) und forderte mehr Umweltpolitik. Die gewerkschaftliche Forderung nach Einführung von Arbeitnehmerfonds verschärfte die Gegensätze zu den bürgerlichen Parteien. Nach der Wahlniederlage der Sozialdemokraten am 19. September 1976 wurde Schweden von bürgerlichen Koalitionen regiert, bis Palme im Oktober 1982 wieder an die Regierung kam. Von 1976 bis 1982 regierten die Kabinette Fälldin I (bis 18. Oktober 1978), Ullsten (bis 12. Oktober 1979), Fälldin II (bis 22. Mai 1981) und Fälldin III (bis 8. Oktober 1982).
Mit der U-Boot-Krise wird seit 1980 das Auftauchen „unbekannte Tauchobjekte“ vor der Küste bezeichnet. Am 27. Oktober 1981 strandete das sowjetische U-Boot U-137 vor der Marinebasis Karlskrona – mitten in der militärischen Verbotszone. Die Havarie löste eine regelrechte U-Boot-Panik aus. Der sowjetische Kapitän Guschtschin behauptete, sämtliche Navigationsinstrumente seien ausgefallen. Die Hintergründe blieben ungeklärt.
Die Sozialdemokraten waren stark von neoliberalen Ideen aus den USA und Großbritannien beeinflusst worden. Kjell-Olof Feldt (Finanzminister 1982 bis 1990) initiierte Debatten über neoliberale Reformen des Sozialstaates. Der Konflikt entzündete sich vor allem zwischen Feldt und dem Vorsitzenden des Gewerkschaftsbundes (LO), Stig Malm („Krieg der Rosen“). Feldt trat im Februar 1990 nach einem Streit mit Premierminister Ingvar Carlsson zurück. Carlsson selbst bildete zwei Wochen später eine neue Regierung.
Palmes Ermordung verursachte einen Schock, der zu einer großen Stille in der politischen Auseinandersetzung führte. Ingvar Carlsson wurde Ministerpräsident und führte Palmes Politik in allen wichtigen Punkten weiter. Bei der Reichstagswahl 1991 erhielt die sozialdemokratische Partei nur 37,7 Prozent der Stimmen. Carl Bildt, der einen Systemwechsel im Sinne neoliberaler Ideen gefordert hatte, bildete eine Koalitionsregierung bürgerlicher Parteien und begann, diese Ideen zu verwirklichen. Die Periode wurde geprägt durch die seit 1990 bestehende Wirtschaftskrise und den Kampf dagegen. Bei der Reichstagswahl 1994 gewannen die Sozialdemokraten und Ingvar Carlsson bildete eine Minderheitsregierung.

## Seit dem EU-Beitritt 1995
1995 trat Schweden nach einer Volksabstimmung 1994, bei der 52,3 % für einen Beitritt gestimmt hatten, der Europäischen Union bei. Schon die Volksabstimmung, aber auch die folgenden Wahlen und Meinungsumfragen zeigten, dass eine weitverbreitete Skepsis gegenüber der EU herrschte. Daher entschloss sich Schweden schon 1997, nicht an der Währungsunion teilzunehmen. Im Herbst 2003 schließlich wurde diese Frage dem Volk zur Abstimmung vorgelegt. Eine Mehrheit der Bevölkerung stimmte gegen die Einführung des Euro. Die Volksabstimmung wurde von der Ermordung der Außenministerin Anna Lindh wenige Tage davor überschattet, die von vielen als Nachfolger Perssons gesehen worden war.
1996 übergab Carlsson seine Amtsgeschäfte an Göran Persson. Die Politik der folgenden Jahre konzentrierte sich auf eine Stabilisierung der öffentlichen Finanzen, was tiefe Eingriffe in das Sozialsystem zur Folge hatte. Trotz der durch diese Eingriffe verursachten Unzufriedenheit konnte die Sozialdemokratie in den Wahlen von 1998 und 2002 ihre Regierungsposition dank der Unterstützung durch die Linkspartei und die Grünen behaupten.
Im Vorfeld der Reichstagswahlen 2006 bildeten die vier bürgerlichen Parteien ein Allianz für Schweden genanntes Wahlbündnis, dem es gelang, eine Wechselstimmung zu erzeugen und die Wahl zu gewinnen. Die Sozialdemokraten blieben mit 34,99 % stärkste Partei, verzeichneten aber ihr schlechtestes Ergebnis seit März 1914. 
Der neue Reichstag wählte am 5. Oktober 2006 den Parteivorsitzenden der Moderata samlingspartiet, Fredrik Reinfeldt, zum neuen Premierminister; dieser stellte tags darauf sein Kabinett vor und löste Persson ab.

Die Regierung Löfven I amtierte vom 3. Oktober 2014 bis zum 25. September 2018. Danach war sie kommissarische Übergangsregierung bis zum 21. Januar 2019. Sie bestand aus Sozialdemokraten und Grünen.
Vom 21. Januar 2019 bis zum 9. Juli 2021 amtierte die Regierung Löfven II und anschließend bis zum 30. November 2021 die Regierung Löfven III. Ihr folgte die Regierung Andersson, eine Minderheitsregierung unter Magdalena Andersson.
Der Überfall Russlands auf die Ukraine seit dem 24. Februar 2022 ist auch für Schweden eine Zäsur. Am 12. Mai 2022 sprachen sich Präsident Sauli Niinistö und die finnische Premierministerin Sanna Marin in einer gemeinsamen Erklärung für den „unverzüglichen Beitritt“ ihres Landes zur NATO aus.  Finnland und Schweden beantragten am 18. Mai gleichzeitig die Mitgliedschaft in der NATO.
Am 5. Juli 2022 unterzeichneten alle 30 NATO-Botschafter die Beitrittsprotokolle (Inkrafttreten 2024 vgl. unten).
Nach der Wahl zum Schwedischen Reichstag 2022 wurde am 17. Oktober 2022 Ulf Kristersson zum Ministerpräsidenten gewählt und bildete tags darauf die Regierung Kristersson.
Am. 7. März 2024 trat der 2022 beantragte NATO-Beitritt in Kraft (vgl. oben).

### Einführungen
- Neil Kent: A Concise History of Sweden. Cambridge University Press, Cambridge 2008, ISBN 978-0-521-01227-0 Rezension (PDF; 115 kB).
- Ralph Tuchtenhagen: Kleine Geschichte Schwedens. Verlag C.H. Beck, München 2008, ISBN 978-3-406-53618-2 Rezension (PDF; 115 kB).
- Jörgen Weibull: La Suède: Un aperçu historique. 1993, ISBN 91-520-0305-1.
- Bo Stråth: Sveriges historia: 1830–1920. Norstedts, Stockholm 2012, ISBN 978-91-1-302442-4.
- Yvonne Hirdman: Sveriges historia: 1920–1965. Norstedts, Stockholm 2012, ISBN 978-91-1-302390-8.
- Kjell Östberg: Sveriges historia: 1965–2012. Norstedts, Stockholm 2013, ISBN 978-91-1-302391-5.
- Evert Baudou, Thomas Lindkvist, Eva Nyma: Schweden. In: Reallexikon der Germanischen Altertumskunde (RGA). 2. Auflage. Band 27, Walter de Gruyter, Berlin/New York 2004, ISBN 3-11-018116-9, S. 446–468.

### Einzelaspekte
- Michael Busch: Juden in Schweden 1685 bis 1838. Hannover 2020, ISBN 978-3-86525-743-7 Rezension.
- Nikolas Dörr: Die schwedische Geschichte im 20. Jahrhundert als Objekt der deutschen Forschung. In: Jaroslaw Suchoples, Alexander Mionskowski (Hrsg.): Entgrenzungen. Das 20. Jahrhundert nordeuropäischer Geschichte im Spiegel der deutschen Forschung. Wrocław 2007, ISBN 978-83-229-2860-8, S. 43–65.
- Stig Hadenius: Svensk politik under 1900-talet. Konflikt och samförstånd. Stockholm 2000, ISBN 91-89080-50-5.
- Erich Hoffmann: Der heutige Stand der Erforschung der Geschichte Skandinaviens in der Völkerwanderungszeit im Rahmen der mittelalterlichen Geschichtsforschung. In: Der historische Horizont der Götterbild–Amulette aus der Übergangsepoche von der Spätantike zum Frühmittelalter. Göttingen 1992, ISBN 3-525-82587-0, S. 143–182.
- Alexander Muschik: Die beiden deutschen Staaten und das neutrale Schweden. Eine Dreiecksbeziehung im Schatten der offenen Deutschlandfrage 1949–1972. Münster 2005, ISBN 3-8258-9044-9.
- Alexander Muschik: Headed towards the West: Swedish Neutrality and the German Question, 1945–1972, in: Contemporary European History, 15, 4 (2006), pp. 519–538.
- Alexander Muschik: Schweden und das Dritte Reich. Die Geschichte einer späten Aufarbeitung. In: Robert Bohn et al. (Hrsg.): Vergangenheitspolitik und Erinnerungskulturen im Schatten des Zweiten Weltkriegs. Deutschland und Skandinavien seit 1945. Essen 2008, ISBN 978-3-89861-988-2, S. 57–66.
- Charles James August Oppermann. English Missionaries in Sweden and Finland. London 1937.
- Arndt Ruprecht: Die ausgehende Wikingerzeit im Lichte der Runeninschriften. Göttingen 1958.
- Lizelotte Lundgren Rydén: Ett svenskt dilemma: socialdemokraterna, centern och EG-frågan 1957–1994. Göteborg (= Avhandlingar från Historiska institutionen i Göteborg. 23). 2000, ISBN 91-88614-29-8. (Zusammenfassung in englischer Sprache) (Zugl.: Göteborg, Univ., Diss., 2000)
- Wolfgang Seegrün: Das Papsttum und Skandinavien. Bis zur Vollendung der nordischen Kirchenorganisation 1164. Neumünster 1967.
- Tilman Schierig: Herrschaft und Gerichtsverfassung im frühneuzeitlichen Schweden. „Wonach Du Dich zu richten hast“. Hamburg 2010, ISBN 978-3-8300-5132-9.
- Jacqueline Taffinder: The allure of the exotic: the social use of non-local raw materials during the stone age in Sweden. Uppsala 1998, ISBN 91-506-1312-X. (Zugl.: Uppsala, Univ., Diss.)
- Ralph Tuchtenhagen: Kleine Geschichte Schwedens. München: C.H. Beck, 2008, ISBN 978-3-406-53618-2.